# Zweite Schlacht von El Alamein
1940: Italienische Invasion Ägyptens – Operation Compass
1941: Unternehmen Sonnenblume – Belagerung von Tobruk – Operation Battleaxe – Operation Crusader
1942: Unternehmen Theseus – Erste Schlacht von El Alamein – Schlacht von Alam Halfa – Zweite Schlacht von El Alamein – Operation Torch
1943: Tunesienfeldzug
Die zweite Schlacht von El Alamein war eine entscheidende Schlacht des Zweiten Weltkrieges auf dem nordafrikanischen Kriegsschauplatz. Sie fand zwischen dem 23. Oktober und dem 4. November 1942 bei El-Alamein in Ägypten zwischen Verbänden der deutsch-italienischen Panzerarmee Afrika unter dem Befehl von Generalfeldmarschall Erwin Rommel und der britischen 8th Army unter Lieutenant General Bernard Montgomery statt. Rommel hatte zuvor die 8th Army nach Osten auf ägyptisches Gebiet bis 100 km vor Alexandria zurückgedrängt, die dort aufgebaute britische Verteidigungsstellung trotz mehrerer Versuche jedoch nicht durchbrechen können. Ziel der von Montgomery lange geplanten Großoffensive war die Vernichtung der deutsch-italienischen Kräfte in Nordafrika. Die Alliierten konnten dabei auf ihre Materialüberlegenheit setzen, während es den Achsenmächten hingegen an Nachschubgütern und Benzin fehlte. Die Schlacht endete mit einem alliierten Sieg und dem Rückzug der deutsch-italienischen Truppen.
In den folgenden Monaten mussten die Achsenmächte den weiteren Rückmarsch nach Westen antreten. So gingen zunächst die Kyrenaika und schließlich ganz Libyen verloren. Nach der amerikanisch-britischen Landung in Algerien und Marokko Mitte November 1942 entwickelte sich überdies ein Zweifrontenkrieg, der nach dem Tunesienfeldzug mit der Kapitulation der deutsch-italienischen Truppen im Mai 1943 endete.
Vor allem im anglo-amerikanischen Raum besitzt die Schlacht einen hohen Stellenwert, da sie die bis dahin verbreitete Sorge vor einem Durchbruch der Achsenmächte zum strategisch wichtigen Suez-Kanal beendete. Die zweite Schlacht von El Alamein ist, auch aufgrund der britischen Berichterstattung, wesentlich für den hohen Bekanntheitsgrad und das Ansehen Montgomerys verantwortlich.

## Vorgeschichte

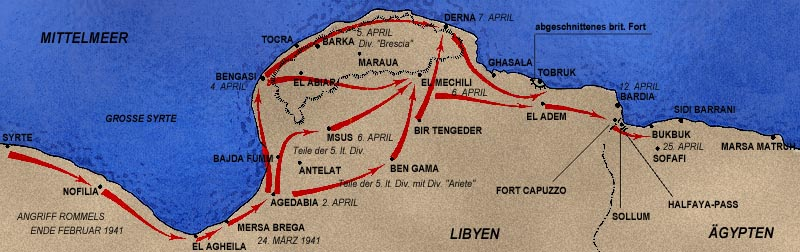
Vorstoß des Afrikakorps in Richtung Ägypten bis zum 25. April 1941

Ab September 1940 stießen italienische Verbände auf direkten Befehl Benito Mussolinis nach Ägypten vor, wo sie die grenznahe Stadt Sidi Barrani einnehmen konnten. Aus diesem Grund führten die Alliierten unter dem Decknamen Operation Compass eine Gegenoffensive durch, bei der sie 800 Kilometer weit in libysches Territorium eindrangen und den italienischen Truppen hohe Verluste zufügten. Da die britischen Verbände jedoch in Griechenland benötigt wurden, gab der britische Premierminister Winston Churchill einen Haltebefehl. Zu diesem Zeitpunkt war es den Alliierten fast gelungen, sämtliche italienischen Kontingente aus Nordafrika zu vertreiben.
Die ersten deutschen Verbände landeten am 11. Februar 1941 in Italienisch-Libyen. Ihnen wurde die Aufgabe zugewiesen, als Sperrverband einen Komplettverlust der italienischen Kolonie an die Briten abzuwenden. Das Deutsche Afrikakorps unter General der Panzertruppe Erwin Rommel ging jedoch zum eigenmächtigen Gegenangriff über und konnte die verlorenen Gebiete fast vollständig zurückerobern. Der Vormarsch der deutschen Verbände im April 1941 wurde erst beim ägyptischen Grenzort Sollum gestoppt, die bis November 1941 andauernde Belagerung von Tobruk blieb letztlich erfolglos.

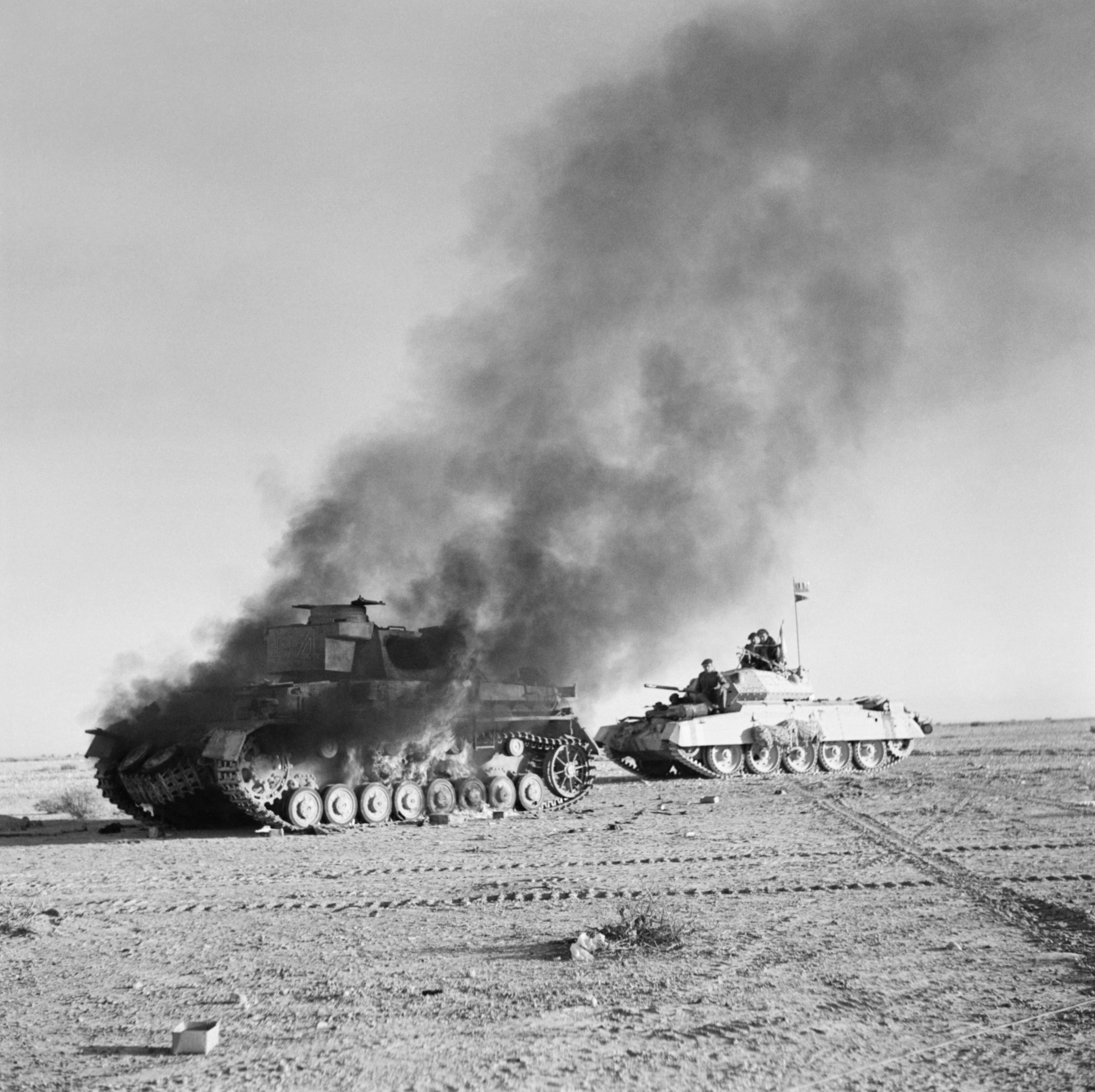
Brennender deutscher Panzer IV, rechts britischer Crusader während der britischen Operation Crusader (27. November 1941)

Im November 1941 führten die Alliierten unter dem Decknamen Operation Crusader einen erfolgreichen Gegenangriff durch. Die Achsenmächte mussten sich in der Folge auf ihre Ausgangsstellung in der westlichen Kyrenaika zurückziehen. Im Zuge einer erneuten Offensive ab Januar 1942 konnten die deutsch-italienischen Verbände am 21. Juni 1942 Tobruk erobern.
Der Vorstoß endete in der ersten Schlacht von El Alamein, rund 100 km westlich von Alexandria. Gemäß den Plänen der Achsenmächte sollte am 1. Juli ein Durchbruch der Alamein-Stellung erzwungen werden, was jedoch trotz anfänglicher Erfolge nicht gelang. Daher befahl Rommel die temporäre Einstellung der Offensive, um Umgruppierungen im Hinblick auf eine Wiederaufnahme der Offensive vornehmen zu können. Basierend auf dieser Information in Kombination mit Ultra-Erkenntnissen nahmen die alliierten Verbände ihrerseits erfolglos die vermeintliche Verfolgung auf.
Am 9. Juli waren alle Umgruppierungen am Südflügel abgeschlossen. Im Zuge des folgenden Angriffs wurde der Begradigung des Frontvorsprungs der neuseeländischen 2nd Division eine hohe Priorität beigemessen. Während der deutsch-italienische Angriff im Süden der Front zunächst nach Plan verlief, starteten die alliierten Truppen unterdessen eine Offensive, die um 6 Uhr des 9. Juli anlief. Nachdem die australische 9th Division gemeinsam mit der 1st Army Tank Brigade einen Durchbruch erzielt hatte, musste die Panzerarmee starke Kräfte heranführen, um den Durchbruch abzuriegeln. Dies führte zur Einstellung des deutsch-italienischen Angriffs, der von der 21. Panzer-Division am 13. Juli nochmals erfolglos aufgenommen wurde.
Unterdessen veranlassten die Ergebnisse der Funkaufklärung den Oberbefehlshaber der alliierten Verbände Claude Auchinleck zur Planung einer weiteren Offensive mit Schwerpunkt im Frontzentrum. Kurz nach Angriffsbeginn am 15. Juli konnten die alliierten Truppen den Großteil des italienischen X. Armeekorps vernichten, allerdings konnte die 21. Panzer-Division gemeinsam mit den beiden Aufklärungsabteilungen den alliierten Vorstoß stoppen. Durch diese und weitere kleinere Erfolge gelangte das britische Armeeoberkommando zu der Auffassung, dass die italienischen Verbände kurz vor einem Zusammenbruch ständen. Dies resultierte in der Planung einer neuen Attacke des XIII. Corps, die trotz starker Artillerieunterstützung nicht ihre Ziele erreichte.
Nach dem erfolgreichen deutschen Gegenangriff am 22. Juli starteten die neuseeländischen Truppen einen erneuten Angriff, in dessen Zuge sie die italienischen Linien durchbrechen und bis zur Höhe 63 vorstoßen konnten. Durch eine Gegenattacke des Panzer-Regiment 5 bei der Qattara-Piste konnte die Lage wieder stabilisiert werden. Zwei weitere britische Großangriffe scheiterten, sodass Auchinleck am 31. Juli den Abbruch der Offensivoperationen befahl.
Da sich die Versorgungslage weiterhin verschlechterte und Anzeichen für große alliierte Verstärkungen bestanden, planten die Achsenmächte, noch im August 1942 die Entscheidung zu erzwingen. Der Angriffstermin war ursprünglich um den 26. August angesetzt worden, verzögerte sich aber aufgrund des Betriebsstoffmangels, der die schrittweise Verlegung der gepanzerten Kräfte massiv verlangsamte. Albert Kesselring, der zu diesem Zeitpunkt die Position des Oberbefehlshabers Süd innehatte, gab den finalen Ausschlag zur Durchführung der Offensive, indem er den Lufttransport von auf Kreta gelagertem Kraftstoff zusicherte und so Rommel davon abhielt, das Eintreffen zweier Tanker abzuwarten, deren geplantes Ankunftsdatum in Tobruk der 28. beziehungsweise der 29. August war.

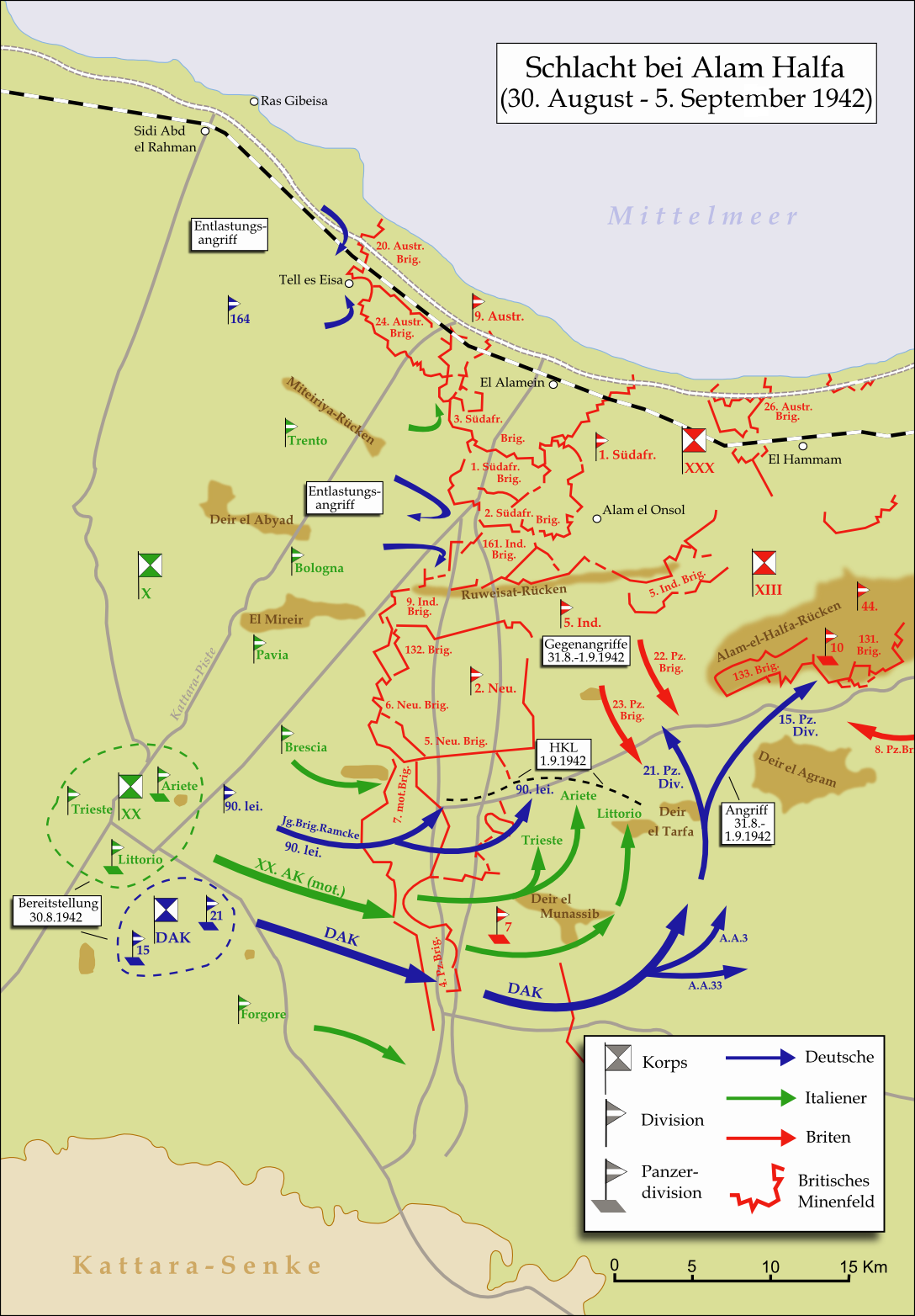
Der Verlauf der Schlacht von Alam Halfa

Am 30. August um 22 Uhr begann der Angriff mit dem Vorstoß der deutsch-italienischen Offensivgruppe am Südflügel aus ihrer Ausgangsstellung zwischen dem El-Taqa-Plateau und dem Ruweisat-Rücken, wenig später eröffneten deutsch-italienische Verbände die geplanten Fesselungsangriffe im nördlichen und mittleren Frontabschnitt. Diese verliefen anfangs weitgehend planmäßig, während die motorisierten Verbände im Süden wesentlich langsamer vorankamen, als es in Rommels Planung vorgesehen gewesen war.
Dies war auf die teilweise unerwartet große Tiefe der Minenfelder und die starken alliierten Wachposten an gewissen Punkten der Front zurückzuführen. Im Kontext der massiven alliierten Luftangriffe, bei denen zwei deutsche Kommandeure getötet worden waren, sowie dem beschwerlichen Gelände befanden sich die deutsch-italienischen Verbände in einer schwierigen Situation. Am Morgen des folgenden Tages stand die Offensivgruppe lediglich 4 anstatt 40 Kilometer östlich der britischen Minenfelder.
Nachdem Rommel zunächst die temporäre Einstellung der Offensive befohlen hatte, entschied er sich nach einer Lageorientierung zur Fortsetzung des Angriffs. Gemäß dem neuen Plan hatte das DAK den Auftrag, sechs Stunden später, um 12 Uhr (nach späterer Änderung 13 Uhr), mit der 15. Panzer-Division am rechten und der 21. Panzer-Division am linken Flügel aus dem Nordosten vor der Stadt Himeimat einen Vorstoß zur Höhe 132 des Alam-Halfa-Rückens zu unternehmen. Das italienische XX. Armeekorps (mot.), das bereits zu Beginn aufgrund eines Ausfalls der Minensuchgeräte am vordersten Minenriegel hängengeblieben war, rückte langsam nach und erhielt den Auftrag, den Nordangriff, der die Eroberung von Alem el Bueib-Alam el Halfa als Ziel hatte, gemeinsam mit der 90. leichten Afrika-Division fortzuführen. Zur Fortsetzung des Angriffs mobilisierte der Oberbefehlshaber Süd alle einsatzbereiten Sturzkampfbomber.
Nach Anfangserfolgen gerieten die deutschen Panzerkontingente in den tieferen Sand, was den Verbrauch einer großen Menge von Treibstoff zur Folge hatte. Später unternahm die 15. Panzer-Division ab 18:30 Uhr einen umfassenden Angriff auf die strategisch bedeutsame Höhe 132, die jedoch trotz bis 19:50 Uhr erreichter Panzerstützpunkte nicht eingenommen werden konnte. Die 21. Panzer-Division stand währenddessen etwa vier Kilometer westlich in Feuergefechten mit den alliierten Truppen und igelte sich ab 18:30 Uhr nahe Deir el Tarfa ein. Unterdessen waren die verbündeten Verbände des italienischen XX. Armeekorps (mot.) zurückgeblieben, und den alliierten Truppen war es gelungen, sich unter geringen Verlusten in nördliche und nordwestliche Richtung zurückzuziehen, weshalb am folgenden Tag starke Gegenangriffe erwartet wurden. Des Weiteren wurden die starken britisch-amerikanischen Luftangriffe fortgesetzt.
Nach der temporären Einstellung der Offensive in der Nacht vom 31. August auf den 1. September unternahm die 15. Panzer-Division noch einen letzten erfolglosen Vorstoß auf die Höhe 132, der nach der Abwehr eines britischen Gegenangriffs am Mangel an Treibstoff scheiterte. Später wurde Rommel über die Versenkung der erwarteten Tanker in Kenntnis gesetzt, wodurch die Panzerarmee weitgehend den permanenten Luftangriffen ausgesetzt war. Nach Rommels Einschätzung war die Bewegung größerer Panzerverbände weitgehend undurchführbar, was dazu führte, dass er über einen vorzeitigen Abbruch der Offensive reflektierte, den der Oberbefehlshaber nach Sichtung überlegener Panzerverbände durch die Luftaufklärung ab 3. September durchführen ließ. Nachdem die Luftangriffe am Vortag einen Höhepunkt erreicht hatten, flauten sie ab 4. September wieder ab und ermöglichten, gemeinsam mit der verbesserten Treibstofflage, einen geordneten Rückzug auf die Ausgangsstellung, in Anlehnung an die zuvor eroberten Minenfelder bis zum 6. September.

## Ausgangslage

### Lage der Achsenmächte

#### Strategisch-operative Lage

Übersicht über das Kampfgebiet in Libyen/Ägypten

Ende September 1942 hielt Rommel bei Adolf Hitler einen Vortrag, in dem er die Nachschublage bei der Panzerarmee Afrika weiterhin als „äußerst kritisch“ einschätzte. Ohne eine Lösung dieses Problems, so Rommel, könne der Kriegsschauplatz Afrika nicht gehalten werden.
Rommel meldete auch, dass bereits erste Anzeichen von Zuführungen US-amerikanischen Materials (Flugzeuge, Panzer und Kraftfahrzeuge, geschlossene Luftwaffenverbände) zu erkennen seien. Des Weiteren berichtete er, die britische Luftwaffe habe ihre außerordentliche Stärke bewiesen, die britische Artillerie werde beweglich und zahlreich mit unerschöpflichen Massen an Munition eingesetzt. Rommel kritisierte die ihm unterstellten italienischen Verbände, sie hätten vor allem infolge struktureller Probleme „erneut versagt“. In der Offensive seien die italienischen Verbände nicht, in der Defensive nur mit deutscher Unterstützung einsetzbar.
Für eine Wiederaufnahme von Offensivoperationen stellte der Oberbefehlshaber der Panzerarmee Afrika folgende Bedingungen:
- die Auffüllung der deutschen Verbände,
- die Verbesserung der Versorgungslage,
- die Einsetzung eines „deutschen Bevollmächtigten für das gesamte Transportwesen Europa-Afrika“.

Teile der Forderungen hatte Rommel bereits vor der Schlacht von Alam Halfa erfolglos gestellt. Wie ihm bekannt war, waren die Aussichten auf eine Wiederaufnahme der Offensive trotz seines bei Benito Mussolini am 24. September gezeigten Optimismus schlecht. Die große Zuversicht im Führerhauptquartier machte ihn dafür umso betroffener, und durch die Propaganda des Reichspropagandaministers Joseph Goebbels sah Rommel sich gezwungen, den Optimismus noch weiter durch Auftritte bei großen öffentlichen Veranstaltungen und in Pressekonferenzen zu stärken. Dies bereute er im Nachhinein.
Der angeschlagene Zustand Rommels, der bereits vor der Schlacht von Alam Halfa unter Magenbeschwerden gelitten hatte, hatte sich indessen nicht nennenswert verbessert, sodass er Anfang September dem dringenden Anraten seines Arztes nachgab und sich bereit für einen längeren Aufenthalt in Europa zeigte. Auf seinem Weg in seinen Wohnort Wiener Neustadt, in der Rommel vor dem Ausbruch des Krieges Kommandeur einer Kriegsschule gewesen war, hielt er Vorträge bei Cavallero, Mussolini und Hitler. Den Kriegsschauplatz verließ er jedoch mit gemischten Gefühlen, da Rommel annahm, dass Winston Churchill in Ägypten im Zeitraum der nächsten vier bis sechs Wochen eine Großoffensive beginnen werde. Als einzige Möglichkeit, dieses Vorhaben zu stoppen, sah Rommel eine Offensive im Kaukasus. Weitere wichtige Führungskräfte fielen durch Verwundung oder Krankheit zeitweise aus, so Alfred Gause, Chef des Generalstabes der Panzerarmee und sowohl sein IC als auch der Ia, Friedrich Wilhelm von Mellenthin und Siegfried Westphal. Des Weiteren hatten während der letzten zehn Tage sämtliche Divisionskommandeure sowie der Kommandierende General des Afrikakorps gewechselt, Wilhelm Ritter von Thoma hatte von Generalmajor Gustav von Vaerst die Führung des Korps übernommen. Als problematisch erwies sich auch die Vertretung des Armee-Oberbefehlshabers durch General der Panzertruppe Georg Stumme. Dieser war zwar ein erfahrener Kommandeur von Panzerverbänden, hatte aber noch nicht auf afrikanischem Boden gekämpft, war herzkrank und stand als kriegsgerichtlich Verurteilter vor allem unter Bewährungszwang vor Hitler. Stumme war im Juni 1942 unter dramatischen Umständen als Befehlshaber des XXXX. Panzerkorps kurz vor Beginn der Sommeroffensive entlassen worden, wenn auch ohne direkte Schuld. Indessen ließ sich der abwesende Erwin Rommel in Wiener Neustadt stets über die gegenwärtige Lage informieren und war bereit, beim Beginn der britischen Offensive umgehend an die Front zurückzukehren.

#### Überlegungen der verschiedenen Führungsebenen
Hitler, der unter anderem die Überführung einer Nebelwerferbrigade mit 500 Rohren sowie von 40 Panzerkampfwagen VI Tiger und Sturmgeschützen zum Teil mit Siebelfähren versprochen hatte, hielt ähnlich wie der italienische Chef des Generalstabes der Armee Ugo Cavallero mit seinen Versprechungen an Treibstoff seine Zusagen nicht ein. Lediglich Mussolini hatte keine Versprechungen gemacht und wirkte bereits resigniert. Dessen Ansicht nach sei der Krieg im Mittelmeer „vorläufig verloren“. Italien habe „nicht mehr genügend Schiffsraum“, und im nächsten Jahr müsse man „mit einer Landung der USA in Nordafrika rechnen“. Rommels Meinung nach war ein vorgetäuschter Angriff im Oktober 1942 und unter der Bedingung einer günstigen Nachschublage „der entscheidende Angriff“, der sehr schwer werde, in der Mitte des Winters […] möglich. Dieser Ansicht stimmte Mussolini schließlich zu.
Im Nachhinein vermutete Rommel, dass der Duce die ernste Lage nicht erfasst hatte. Dieser hielt Rommel für einen physisch und moralisch gebrochenen Mann, weshalb er auch mit der Ablösung des Oberbefehlshabers der Panzerarmee kalkulierte. Letztlich änderte sich trotz der Bemühungen Rommels nichts zum Positiven; die gelöschte Tonnage sank seit Juli 1942, wobei sie nach einem erneuten kleineren Höhepunkt im Juli im August wieder abfiel, im September wieder anstieg und im Oktober wieder absank.

#### Nachschublage
Beiden Seiten waren seit Beginn der Kämpfe am afrikanischen Kriegsschauplatz mit dem Problem konfrontiert, dass die Wüste keine Ressourcen zur Versorgung der Truppen bot. Dies war vor allem für die Achsenmächte von großer Signifikanz, da sie, im Gegensatz zu den Briten, keinerlei Nachschubbasis auf dem afrikanischen Kontinent besaßen und so die gesamte Nachschublage vom Seetransport aus Italien abhing.
Des Weiteren erwies sich auch die mit zunehmendem deutsch-italienischem Erfolg immer größer werdende Entfernung zwischen den Häfen und der eigentlichen Front als problematisch. Der israelische Historiker Martin van Creveld gibt zur Veranschaulichung der Entfernungen das Beispiel, dass die Entfernung zwischen Tripolis und Alexandria rund 1930 km betrug, was ungefähr das Doppelte der Distanz zwischen Brest-Litowsk an der deutsch-sowjetischen Demarkationslinie und Moskau ergibt. Dazu kam noch, dass nur einige wenige Eisenbahnabschnitte existierten, sodass der Großteil des Weges über Fernstraßen zurückgelegt werden musste, wovon die Via Balbia, die sowohl anfällig auf Wetter als auch auf Luftangriffe war, die einzige in Libyen war.
Die fehlende Erfahrung im Wüstenkrieg führte auch zur falschen Ernährung der Soldaten, deren Rationen zu viel Fett enthielten. Dies wiederum war mitverantwortlich für die allgemeine Auffassung, dass eine Stationierung in Libyen, die über zwei Jahre hinausgeht, für den Betroffenen in bleibenden Gesundheitsschäden resultieren könne. Des Weiteren erhöhte sich der Verschleiß an Motoren aufgrund von Überhitzung, was sich in besonders großem Ausmaß bei den eingesetzten Motorrädern bemerkbar machte. Jedoch waren auch die Panzermotoren massiv betroffen, sodass sich deren Lebensdauer von etwa 2250‒2600 km auf etwa 480‒1450 km verringerte.
Bereits zum Zeitpunkt der deutschen Landung in Nordafrika, als die Front sich durch den Abzug britischer Verbände nach Griechenland bei Sirte stabilisiert hatte, wies Mussolini den deutschen Bevollmächtigten General beim Hauptquartier der italienischen Wehrmacht, Enno von Rintelen, darauf hin, dass die Nachschublinien nach Tripolis mit etwa 480 km 1 ½ mal so lang seien, wie sie aufgrund der fehlenden Eisenbahnverbindung normalerweise effektiv bewerkstelligt werden konnten.
Über den gesamten Zeitraum der Kämpfe am nordafrikanischen Kriegsschauplatz erwies sich auch der überproportional hohe Bedarf an Kraftfahrzeugen zur Aufrechterhaltung einer stabilen Versorgungslage als hochproblematisch. Creveld gibt an, dass das Afrikakorps im Verhältnis zu den für das geplante Unternehmen Barbarossa bereitgestellten Kräften zehnmal so viel an motorisierten Transportkapazitäten erhielt.
Ein weiteres signifikantes Problem stellten auch die mangelhaften Hafenkapazitäten dar, die zwischenzeitlich dazu führten, dass der tunesische Hafen von Bizerta nach Verhandlungen mit der Vichy-Regierung zur Löschung von Ladung aus Italien genutzt werden sollte. Bis zum Sommer 1941 war jedoch kein einziges Schiff der Achse in Bizerta eingelaufen. Als Gründe dafür gibt Creveld an, dass die Franzosen nach der britischen Besetzung Syriens alarmiert waren und auch die deutschen Behörden ihre Gründe hatten, auf die er allerdings nicht näher eingeht. Auch die Rückeroberung des Hafens von Bengasi, der näher an der Front lag, löste das Problem keineswegs, da anstatt der theoretisch möglichen 2700 Tonnen am Tag maximal 700‒800 Tonnen Ladung entladen werden konnten. Der Grund hierfür war, dass Bengasi innerhalb der Reichweite der Royal Air Force lag und deshalb häufig angegriffen wurde. Creveld bezweifelt auch, dass die Einnahme des Hafens von Tobruk noch 1941, der eine theoretische Kapazität von 1500 Tonnen pro Tag bot, die jedoch mit maximal 600 Tonnen täglich gelöschter Ladung in der Praxis nur teilweise ausgenutzt wurde, das Problem der fehlenden Kapazitäten gelöst hätte.
Beginnend mit Anfang Juni 1941, als das X. Fliegerkorps, das zuvor die Konvois geschützt hatte, nach Griechenland verlegt wurde, stieg die Verlustrate unter den deutsch-italienischen Konvois massiv an, und die britischen Stützpunkte unter anderem auf Malta konnten sich erholen. Die Lage entspannte sich erst zum Beginn der zweiten Offensive Rommels im Januar 1942, als die absoluten Verluste an Schiffsraum trotz einem Anstieg der gesamt nach Libyen verschifften Ladung um 17.934 t um 18.908 BRT sanken. Nachdem die Verluste von Januar bis April kontinuierlich absanken, stiegen sie im Mai und im Juni, um sich nach einem Abfall im Juli im August zu vervielfachen.
Anfang September musste aufgrund von Mangel an Mehl die Brotration halbiert werden, und die begehrten Zusatzrationen mussten komplett gestrichen werden. Neben Mehl fehlte es der Armee vor allem auch an Fett. In dieser Zeit stieg die Anzahl an Kranken in den einzelnen Verbänden weiterhin permanent an, was unter anderem auch auf Unterernährung zurückzuführen war. Des Weiteren erlaubte die vorhandene Menge an Betriebsstoff keinerlei größere Bewegungen der motorisierten Truppen, und auch der Munitionsbestand blieb knapp.
Nachdem Georg Stumme aufgrund von Rommels Abwesenheit – dieser hatte auf Anraten seines Arztes eine Kur angetreten – die Führung der Armee übernommen hatte, forderte er im Sinne Rommels eine komplette Neuorganisation der Versorgung, zeigte sich jedoch in einem persönlichen Schreiben, das seine Forderungen enthielt, teils auch bereits resigniert und hoffte auf eine baldige Rückkehr Rommels. Zum Beginn der britischen Großoffensive befand der Oberbefehlshaber Süd, Albert Kesselring, wie auch die Panzerarmee Afrika selbst, die Betriebsstofflage für ernst und befahl daher Lufttransport. Noch am selben Tag überflog die Luftwaffe von Maleme auf Kreta nach Tobruk 100 t Benzin.
Im Oktober verbesserten sich die Verpflegung und der Munitionsbestand leicht. 30 % der Kraftfahrzeuge der Armee befanden sich zu diesem Zeitpunkt jedoch gerade in Reparatur, und auch der Nachschub an Wasser erwies sich aufgrund verschiedener Unwetter als problematisch. Daraus resultierend war das Oberkommando der Panzerarmee am 23. Oktober, dem Tag des Angriffsbeginns, gezwungen festzustellen, „daß die Armee bei der augenblicklichen Betriebsstofflage die unabweisbar notwendige operative Bewegungsfreiheit nicht besitzt“.
Als für die Panzerarmee problematisch erwiesen sich auch die hohen Verluste, die seit Juni 1942 rasant angestiegen waren. Allein in der Schlacht von Alam Halfa hatte die Panzerarmee Afrika in acht Tagen zahlreiche Panzer- und sonstige Fahrzeuge verloren und 2910 Soldaten. Durch Zuführung vor allem von Infanterie (die Masse der 164. Infanteriedivision wurde – allerdings mit nur wenigen schweren Waffen – von Kreta aus eingeflogen) versuchte das deutsche Oberkommando, eine Auffrischung der geschwächten Kräfte in Ägypten zu erzielen.

#### Verteidigungsvorbereitungen
Sofort nach dem Rückzug der Offensivgruppe am Südflügel in der Schlacht von Alam Halfa befahl das Oberkommando der Panzerarmee Afrika den Aufbau einer neuen Verteidigungslinie, die in Anlehnung an die neu eroberten britischen Minenfelder verlaufen sollte. Die neue Abwehrfront bestand aus zwei Linien. In der ersten Linie standen die italienischen Truppen, die zweite Linie wurde vom Afrikakorps gebildet, das als Eingreifreserve fungierte.
Der nördliche Abschnitt (Küste bis Deir Umm Khawabir) wurde wie zuvor durch das aus den Infanteriedivisionen „Bologna“ und „Trento“ bestehende italienische XXI. Armeekorps gemeinsam mit der deutschen 164. leichten Afrika-Division verteidigt. Im Mittelabschnitt (bis Deir el Munassib) wurde das italienische X. Armeekorps mit der Infanteriedivision Brescia und der motorisierten Division „Trieste“ sowie die 90. leichte Afrika-Division gemeinsam mit der Jägerbrigade Ramcke stationiert. Südlich davon standen im Abschnitt bis Qaret el Himeimat das italienische XX. Armeekorps (mot.), bestehend aus den beiden geschwächten Panzerdivisionen „Ariete“ und „Littorio“ mit der Fallschirmjägerdivision „Folgore“ und der deutschen Aufklärungsgruppe.
Das Afrikakorps wurde mit dem Großteil seiner Kräfte hinter dem italienischen XX. Armeekorps platziert, wobei zwei Kampfgruppen hinter das italienische XXI. Armeekorps abgestellt wurden. Bis zum 18. September wurde das italienische XX. Armeekorps ebenfalls als Reserve zurückgehalten, was hieß, dass die beiden italienischen Infanteriekorps die Stellungen alleine besetzen mussten. Die Aufteilung war, dass das XXI. Armeekorps gemeinsam mit der Hälfte der Brigade Ramcke wie bisher den Norden sicherte, während das X. Armeekorps mit der Verstärkung durch die Fallschirmjäger der Division „Folgore“ und der Brigade Ramcke die Stellung im Bereich von Deir Umm Khawabir bis Qaret el Himeimat zu bewachen hatte. Die Südflanke des Korps wurde von einer verstärkten Aufklärungsabteilung gesichert. Hinter dem nördlichen Teil des Nordabschnittes war die Panzerdivision „Littorio“ gemeinsam mit der 15. Panzer-Division als Eingreifreserve stationiert, im Norden des Südabschnittes waren die 132. Panzerdivision „Ariete“ und die 21. Panzer-Division in je drei gemeinsamen Kampfgruppen so eingesetzt, dass die Masse der Divisionsartillerie Sperrfeuer vor die Hauptkampflinie (HKL) des XXI. und des X. Armeekorps schießen konnte. Die Verteilung der deutschen Armeeartillerie war in mehreren Gruppen auf die gesamte Breite der Front verteilt.
Aufgrund eines gescheiterten Kommandounternehmens gegen die Knotenpunkte der Versorgung Tobruk, Bengasi und Barce am 13. und 14. September 1942 kam dem Flankenschutz besondere Aufmerksamkeit zu. Die Oase Siwa wurde durch die italienische Jungfaschistendivision gemeinsam mit je einer italienischen sowie einer deutschen Aufklärungsabteilung gedeckt. Der Auftrag der 90. leichten Afrika-Division war es, gemeinsam mit dem Sonderverband 288 den Raum um El Daba an der Küste zu schützen. Zusätzlich dazu standen die italienische Division Pavia mit einer weiteren deutschen Aufklärungsabteilung im Raum Marsa Matruh zur Verfügung, den sie gegen mögliche Landungen sowie versuchte Nordumgehungen der britischen Armee verteidigen sollte.
Die Panzerarmee wandte in ihren Verteidigungsvorbereitungen das sogenannte „Korsettstangenprinzip“ an, das bereits vor der Schlacht von Alam Halfa erfolgreich praktiziert wurde. Das „Korsettstangenprinzip“ war der Einschub von deutschen Bataillonen zwischen die italienischen Infanteriebataillone und wurde im Speziellen an Frontabschnitten mit kritischer Lage praktiziert. Die Verbände wurden jedoch nicht ineinander integriert, sondern weiterhin den nationalen Kommandobehörden unterstellt. Dabei wurden zur Verbesserung der Zusammenarbeit die Gefechtsstände sehr nah beieinander platziert und gleiche Befehle erteilt, wobei der deutsche Generalstab vereinzelt auch Anregungen zum Einsatz der italienischen Truppen gab, da deren Führung als „nicht entschlussfreudig“ galt.
Ende September befahl das Oberkommando der Panzerarmee Afrika aufgrund der Verluste im bisherigen Stellungskrieg eine in der Tiefe gestaffelte Auflockerung. Die vorderen Minensperren wurden in der Tiefe von 500 bis 1000 Metern lediglich durch Vorpostenstreifen bewacht. Dahinter folgte ein bis zwei Kilometer leerer Raum, hinter dem die neue Hauptkampflinie in der hinteren Hälfte der Minenfelder lag. Zur Verteidigung der neuen HKL befahl Rommel die Verstärkung der hinteren Minensperren, wofür aus einem Mangel an Minen verschiedene Sprengmittel wie Fliegerbomben verwendet wurden. Diese Minenfelder wurden „Teufelsgärten“ genannt. In der Tiefe umfasste das an die HKL anschließende Hauptkampffeld rund zwei Kilometer, einem Bataillon war ein etwa 1,5 Kilometer breiter und fünf Kilometer tiefer Abschnitt zugewiesen.
Es wurden alle möglichen Verteidigungsmaßnahmen durchgeführt, was dazu führte, dass fast die gesamte geplante Tiefengliederung der Panzerarmee Afrika bereits am 20. Oktober fertiggestellt war. Lediglich die Verminung des Küstenabschnittes war noch nicht abgeschlossen. Im Zuge dieser Arbeiten waren seit dem 5. Juli 1942 264.358 Minen durch deutsche und italienische Pioniere verlegt worden, was zu einer Gesamtanzahl von 445.358 Minen inklusive der früheren alliierten Minenfelder führte.

#### Feindaufklärung
Beginnend mit Anfang Oktober verdichteten sich die Anzeichen einer bevorstehenden Großoffensive der britischen 8. Armee unter Bernard Montgomery. Stumme war wie auch Rommel der Meinung, die beste Lösung sei ein Zuvorkommen mit einer eigenen Offensive, was er auch am 3. Oktober in seinem Brief an Ugo Cavallero schrieb. Hinzufügend meinte der Oberbefehlshaber der Panzerarmee Afrika jedoch, dass die Versorgung in näherer Zukunft dazu nicht ausreiche und ein Gegenangriff aus der Defensive eher möglich sei. Dieser sollte die Vernichtung der 8th Army sowie in weiterer Folge die Einnahme Alexandrias zum Ziel haben.
Im Oberkommando der Panzerarmee Afrika wurde die genaue britische Offensivabsicht differenziert betrachtet: Es wurde mit einer Offensive gerechnet, die sich über die gesamte Front erstreckte. Der Schwerpunkt könnte, wie durch die Aufklärungsgruppe genannt, zwischen Himeimat und Deir el Munassib im Süden der Front liegen, jedoch erwartete man stärkere Truppenkontingente entlang der Küstenstraße (Via Balbia). Ab Mitte des Monats wurde fast täglich mit dem Angriffsbeginn gerechnet, nachdem die 8. Armee als bereits voll aufgefüllt angesehen wurde. Die Panzerarmee wurde also nicht hinsichtlich des Angriffszeitpunktes, sondern in der Hinsicht der Schwerpunkte des britischen Angriffs überrascht.
Als mögliche Orte eines Durchbruchsversuches wurden in einem Tagesbefehl der Panzerarmee Afrika vom 15. Oktober genannt:
- beiderseits Deir el Munassib und südlich (am 23. Oktober erfolgten dort lediglich Ablenkungsangriffe)
- beiderseits el Ruweisat (dort erfolgten keine britischen Angriffe)
- an und südlich der Küstenstraße (dieser Abschnitt war den australischen Verbänden zugeteilt).

Die Hauptstoßrichtung der Offensive ab dem 23. Oktober im Westen und Nordwesten der Stadt El Alamein erkannte die deutsche Aufklärung nicht. In diesem Abschnitt im Norden der Alamein-Front stand lediglich die 15. Panzer-Division und nicht die 21. Panzer-Division, die aufgrund der dort erwarteten Hauptangriffsrichtung im Süden belassen worden war. Da die deutsche Luftaufklärung aufgrund ihrer Probleme, die einem Totalausfall nahekamen, den britischen Schwerpunkt nicht sichten konnte, waren die beiden Panzerdivisionen, welche die Hauptschlagkraft der Panzerarmee darstellten, zu weit voneinander entfernt, um das am 15. Oktober entwickelte operative Verteidigungskonzept mit sofortiger Wirkung umzusetzen. Dieses sah vor, die durchgebrochenen gegnerischen Truppen „mit den motorisierten Kräften unter Bindung in der Front in zangenartigem Gegenangriff“ einzukesseln und danach sofort zu vernichten.
Das Oberkommando der Panzerarmee Afrika ließ sich nicht beeinflussen durch die Ansicht des Chefs der Abteilung Fremde Heere West im Generalstab des Heeres, Oberst i. G. Liß, der die Truppen der Armee am 20. Oktober besucht hatte und auch nach dem Angriffsbeginn nicht an die Großoffensive glaubte. Liß sah in den Vorzeichen einer US-amerikanisch-britischen Landung in Nordwestafrika lediglich Anzeichen für die Offensive in Ägypten, mit deren Beginn er Anfang November rechnete.
Bis zum 28. Oktober identifizierte die Panzerarmee die Feindgliederung weitgehend:

| britische 8. Armee (Lieutenant-General Bernard Montgomery) |            |                                |
|                                                            | X Corps    |                                |
|                                                            |            | 1st Armoured Division          |
|                                                            |            | 10th Armoured Division         |
|                                                            | XIII Corps |                                |
|                                                            |            | 50th (Northumbrian) Division   |
|                                                            |            | 44th (Home Counties) Division  |
|                                                            |            | 7th Armoured Division          |
|                                                            |            | 5. Indische Infanteriedivision |
|                                                            | XXX Corps  |                                |
|                                                            |            | australische 9th Division      |
|                                                            |            | 51st (Highland) Division       |
|                                                            |            | neuseeländische 2nd Division   |
|                                                            |            | südafrikanische 1st Division   |

### Alliierte Lage

#### Alliierte Angriffsvorbereitungen
Der Befehlshaber der britischen 8th Army, Bernard Montgomery, konnte mit der Unterstützung des britischen Oberbefehlshabers im Nahen Osten, Harold Alexander, den kompletten Neuaufbau der Armee in aller Ruhe durchführen und vor dem Beginn der Offensive abschließen. Der britische Premierminister Winston Churchill drängte mehrmals auf einen früheren Termin zum Beginn des Angriffes, doch die beiden Planer ließen sich nicht dadurch beeinflussen. Auf das Verlangen Churchills eines Offensivbeginns bereits im September hin gaben Montgomery und Alexander bekannt, den Termin des Angriffsbeginns für Ende Oktober veranschlagt zu haben. Daraufhin resignierte der britische Premier schließlich und antwortete: „Wir sind in Ihren Händen.“
Nach dem Sieg in der Schlacht von Alam Halfa stieg das Ansehen Montgomerys stark. Er vollzog große Wechsel bei den Kommandeuren, die von den Generälen über die Divisionskommandeure hinunter bis zu den Obersten reichten, ernannte den routinierten Herbert Lumsden, der zuvor die 1st Armoured Division kommandiert hatte, zum Befehlshaber des zum Elitekorps erhobenen X. Army Corps, auch die Ausbildung der Armee leitete er selbst. Montgomery entledigte sich Details der Armeeführung durch die Einsetzung eines Chefs des Generalstabes der Armee nach deutschem Vorbild. Dieser war mit der Aufgabe betraut, die Arbeit des Stabes zu koordinieren, wobei eine Position wie diese in Großbritannien eher unüblich war. Den neu geschaffenen Posten übernahm Brigadier Freddie de Guingand. Mit seiner Persönlichkeit war er in dieser Position auch in der Lage, das Unvermögen Montgomerys im Umgang mit anderen Menschen auszugleichen.
Nach der Restrukturierung der Armee standen drei verschiedene Typen von Divisionen zur Verfügung:
- die Panzer- (armoured -),
- die motorisierte (leichte, mixed),
- die Infanteriedivisionen.

Bis zum 11. September waren 318 Shermans und Selbstfahrlafetten in Afrika eingetroffen, das Personal war eingeübt und die USAAF verfügte bereits über eigene Kommandos und Stäbe, die aber auf die Zusammenarbeit mit der britischen Führung angewiesen waren.
Die Offensive war bis ins kleinste Detail geplant. Bereits Claude Auchinleck, der Vorgänger Montgomerys, hatte im Juli 1942 die Vorbereitung einer Offensive befohlen, die ihren Schwerpunkt im Norden haben sollte. Grund für die Auswahl des nördlichen Abschnittes war, dass in diesem Teil der Front die alliierte Materialüberlegenheit besser als im Süden genützt werden konnte. Der Stellenwert dieses Gesichtspunktes wurde vor dem Beginn der britischen Offensive im Oktober nochmals durch die intensiven und umfangreichen Verteidigungsvorbereitungen der Panzerarmee Afrika im Südabschnitt verstärkt. Sofort nach seiner Ankunft erstellte der neue Oberbefehlshaber der britischen 8th Army binnen einer Woche nach seiner Ankunft in Ägypten alleine den kompletten Offensivplan, den er am 14. September den 13 Kommandierenden Generälen und Divisionskommandeuren sowie dem Stab im Armeeoberkommando zur Ausarbeitung weiterer Details vorlegte.

#### Alliierte Planungen
Dieses Konzept mit dem Decknamen Operation Lightfoot hatte nach Aussage Montgomerys das Ziel, die der achten Armee gegenüberstehenden Kräfte zu zerstören. Gemäß den Planungen sollte die in ihren Stellungen gebundene Panzerarmee vernichtet werden. Für den Fall, dass deutsche oder italienische Truppen wider Erwarten nach Westen ausbrächen, sah der Plan vor, sie zu verfolgen und sich später um sie zu kümmern. Der Angriff sollte im Mondlicht des 23. Oktobers 1942 durch den gleichzeitigen Beginn des Vormarsches des XXX. Corps im Norden und des XIII. Corps im südlichen Abschnitt beginnen, wobei es jedoch vorgesehen war, die Entscheidung im Norden herbeizuführen. Die Aufgabe des XXX. (Infantery-)Corps war es, mit sehr starker Unterstützung durch die Artillerie in die deutsch-italienischen Minenfelder vorzustoßen, die Truppen der Achsenmächte entweder zurückzudrängen oder zu vernichten und anschließend die Minen zu räumen. Der so neu gewonnene Raum sollte dem X. (Tank-)Corps als Brückenkopf für den weiteren Vormarsch in Richtung Westen dienen, „um den Erfolg auszunutzen und den Sieg zu komplettieren“.
Für den folgenden Morgen wurde dieses X. Corps, das Montgomerys Hauptstoßkraft darstellte, angewiesen, bei Anbruch des ersten Tageslichtes mit der 1st und der 10st Armoured Division den „Teufelsgarten“ in zwei Korridore geteilt zu überqueren. Anschließend sollte es dahinter ausharren und schließlich in einem Zangenangriff rückwärtiges Gebiet der Panzerarmee Afrika einnehmen, das die von Norden nach Süden reichende Kattara-Piste (Telegraphen- oder Ariete-Piste der Panzerarmee) sperrte. Die Piste stellte den wichtigsten Weg der Nahversorgung der Armee dar, da durch diese hinter der Hauptkampflinie verlaufende Piste die Stellungsfront mit der Küstenstraße verbunden wurde.
Der Vormarsch des aus einer Panzer- sowie zwei Infanteriedivisionen bestehenden XIII. Korps am Südflügel diente hauptsächlich der Ablenkung und der Bindung der deutsch-italienischen Truppen. Des Weiteren wurden jedoch auch begrenzte Ziele für das Korps geschaffen. Während des Vorstoßes sollte Qaret el Himeimat erneut unter britische Kontrolle gebracht werden und im Falle einer günstigen Lage sollte die 4. Panzerbrigade nach El Daba vordringen, sodass die dortigen Versorgungslager und Flugplätze den Achsenmächten entzogen werden könnten. Der Plan Montgomerys endete mit den zusammengefassten Grundsätzen, die er seinen Truppen ohne Anzeichen von Müdigkeit ständig einprägte: Im Falle eines Gelingens der Offensive führe sie neben Säuberungsaktionen das Kriegsende auf dem nordafrikanischen Kriegsschauplatz herbei, ja: „It will be the turning point of the whole war“, was so viel bedeutet wie: „Es wird die Wende des gesamten Krieges sein.“ Nach seiner Auffassung seien auch der Siegeswillen und die Moral der 8. Armee von großer Bedeutung, denn „no tip and run tactics in this battle, it will be a killing match; the German is a good soldier and the only way to beat him is to kill him in battle“.
Montgomery sah sich jedoch am 6. Oktober zu einer Planänderung gezwungen. Der Zeitpunkt des Angriffsbeginns stand mit dem 23. Oktober 1942 bereits fest und der Oberbefehlshaber der britischen 8th Army wusste auch, dass das Resultat der Operation Torch, der alliierten Landung in Französisch-Nordafrika, sowie das Verhalten der dort ansässigen Franzosen und der Umfang des US-amerikanischen Engagements im Mittelmeerraum vom Ausgang dieser Offensive abhing.
Hintergrund der Veränderung am britischen Angriffsplan war eine Analyse der Intelligence-Abteilung im Armeestab, nach der das System der Verteidigungsanlagen der Panzerarmee Afrika komplizierter als ursprünglich angenommen sein würde. Zusätzlich zu diesem Problem wurde auch der Grad des derzeitigen Standes der Ausbildung der Armee als nicht zufriedenstellend eingestuft und die Kommandeure der Panzerverbände waren gegen den bisherigen Plan. Vor allem der Kommandierende General des neuen Elitekorps, des X. Korps, Lumsden, dem Montgomery die entscheidende Rolle zugeteilt hatte, sagte für den Ausbruch aus dem Minenfeld in Richtung Westen den Panzern seines Korps Probleme voraus. Er beschwerte sich über die Rolle seines Verbandes, der lediglich als Unterstützung der Infanterie operieren sollte. Gemäß dem neuen Angriffskonzept sollten das XXX. Corps und das X.Corps nun zur gleichen Zeit ihren Vorstoß beginnen, sodass sowohl Panzer die Infanterie als auch umgekehrt unterstützen könnten.
Die Problematik der Konzentration der zwei Korps in einem Gefechtsabschnitt war jedoch damit noch immer nicht gelöst. Die Bedenken Lumsdens räumte Montgomery durch einen Befehl aus, der besagte, dass die Panzer eine Stellung innerhalb der deutsch-italienischen Minenfelder einnehmen sollten, um die Bekämpfung der gegnerischen Infanterie zu decken. Aus diesem Grund wären dann die beiden deutschen Panzerdivisionen, welche die Hauptstoßkraft der Panzerarmee Afrika darstellten, zu einem Angriff gegen das X. Corps genötigt gewesen, der wie in der Schlacht von Alam Halfa an einer großen stählernen Mauer aus einer Überzahl an überlegenen Panzern und Panzergeschützen gescheitert wäre. Zum Beginn der entscheidenden Schlacht in Nordafrika in der mondhellen Nacht vom 23. auf den 24. Oktober waren die deutsch-italienischen Kräfte in jeder Hinsicht – sowohl hinsichtlich Material als auch Personal – der 8th Army stark unterlegen.

### Kräfteverhältnis
Die Panzerarmee meldete vier Tage vor Angriffsbeginn den Bestand von 273 einsatzfähigen deutschen sowie 289 italienischen Kampfpanzern, was einen Anstieg an deutschen Modellen um 39 Stück sowie einen Ausfall von 34 italienischen Panzern gegenüber dem Stand von fünf Tagen zuvor bedeutete. Unter diesen 273 deutschen Panzern waren jedoch nur 123 Stück moderne Modelle. Unter ihnen waren 88 Panzerkampfwagen III mit der langen 5-cm-KwK, sieben Panzerkampfwagen IV mit kurzer 7,5-cm-KwK und 28 mit langer 7,5-cm-KwK. Die italienischen Modelle wiesen gegenüber den britischen und US-amerikanischen Panzertypen nur einen geringen Kampfwert auf. Im Gegensatz dazu konnte die britische 8. Armee am Tag des Angriffes eine Übermacht von 1.029 einsatzbereiten Panzern aufbieten, die noch durch 200 in Reserve gehaltene sowie 1.000 in Reparatur und Umbau befindliche Fahrzeuge verstärkt werden konnten. Unter den einsatzbereiten Panzern waren fast die Hälfte amerikanische Panzertypen, die sich aus 170 Grants sowie 252 Shermans, deren Frontpanzerung ausschließlich von den 8,8-cm-FlaKs durchschlagen werden konnten, zusammensetzten. Am 23. Oktober standen diesen Kontingenten 250 deutsche Panzer gegenüber.
Die Lage bei den Luftstreitkräften war ähnlich. Trotz vieler taktischer Einsätze der deutschen und italienischen Luftwaffe in den Monaten September und Oktober konnte nicht verhindert werden, dass die britische Royal Air Force zunehmend die Luftherrschaft auch über dem rückwärtigen Raum der Panzerarmee errang. Daran konnten auch die beiden Angriffe des X. Fliegerkorps Ende September auf die britische Nachschubbasis im Nildelta mit acht beziehungsweise fünf Flugzeugen nur wenig ändern. Insgesamt stand die deutsche Luftflotte 2 mit 914 Flugzeugen (528 Stück einsatzbereit) für den gesamten Mittelmeerraum 96 einsatzbereiten alliierten Staffeln mit über 1500 Flugzeugen, die im Mittleren Osten unter dem Kommando von Air Marshal Arthur Tedder operierten, gegenüber.
Zuvor hatten die Luftstreitkräfte der Achse im Oktober noch einmal unter enormem Kraftaufwand einen Großangriff gegen Malta unternommen, der jedoch an der britischen Luftverteidigung scheiterte. Die britischen Nachtangriffe mit Wellington-Bombern gegen die italienischen Geleitzüge gingen daher unverändert weiter.
Auch in puncto Artillerie war die Materialüberlegenheit der Commonwealth-Truppen gegenüber den deutsch-italienischen Verbänden ähnlich groß wie schon bei den Luftstreitkräften und der Panzerwaffe. Im Vorfeld der Schlacht konnten die alliierten Truppen über 900 Feldartilleriegeschütze und mittlere Artilleriegeschütze aufbieten. Zusätzlich standen den Commonwealth-Truppen noch 554 2-Pfünder- sowie 849 6-Pfünder-Panzerabwehrkanonen zur Verfügung. Die Panzerarmee Afrika verwendete eine Vielzahl an verschiedenen Panzerabwehrwaffen, von denen die 7,5-cm-PaK 40 und die 5-cm-PaK 38 die effektivsten waren. Verfügbar waren am Vorabend der Schlacht 68 Stück der PaK 40 und 290 Stück der PaK 38. Zusätzlich dazu konnte die Panzerarmee nach Stand vom 1. Oktober 1942 86 8,8-cm-FlaKs aufbieten, von denen jedoch nur ein Teil zur Panzerbekämpfung verwendet wurde.
Insgesamt standen drei Tage vor dem Beginn der Schlacht am 23. Oktober rund 152.000 Soldaten der Achsenmächte auf ägyptischem Boden. Dieses Kontingent setzte sich aus 90.000 deutschen und 62.000 italienischen Truppen zusammen. Davon standen unter dem Kommando der Panzerarmee Afrika 48.854 deutsche sowie 54.000 italienische Soldaten. Wenn diese Zahlen auf die tatsächliche Gefechtsstärke, die nur von den deutschen Truppen bekannt ist, reduziert werden, betrug die Stärke der deutschen Kontingente bestehend aus der 15. und 21. Panzer-Division, der 90. und der 164. leichten Afrika-Division, dem höheren Artilleriekommandeur Afrika sowie den beiden taktisch unterstellten Großverbänden der Luftwaffe aus der 19. Flak-Division und der Luftwaffen-Jägerbrigade 1 insgesamt 28.104 Mann, die noch von 4.370 Mann in Alarmeinheiten aus den Stäben und Versorgungstruppen verstärkt wurden. Die Gesamtgefechtsstärke der deutschen Verbände betrug also 32.474 Soldaten. Nach einer Annahme einer ähnlichen Stärke der italienischen Kontingente aus zwei Panzerdivisionen sowie einer motorisierten, einer Infanterie- und einer Jägerdivision ergibt sich eine ungefähre Gesamtgefechtsstärke der Panzerarmee von rund 60.000 Mann.
Bei einer Gleichsetzung des von Ian Stanley Ord Playfair benutzten Begriffs „fighting strength“ mit dem deutschen Wort Gefechtsstärke stünden den deutsch-italienischen Truppen Verbände aus 195.000 Briten, Australiern, Neuseeländern, Südafrikanern, Indern, Polen und Freifranzosen gegenüber, was eine mehr als dreifache Überlegenheit der alliierten Kontingente bedeuten würde. Bei der Luftwaffe, ganz abgesehen von dem Unterschied zwischen den Marinen, war die Überlegenheit wohl noch größer.
| Panzerarmee Afrika (bis 24. Oktober General der Panzertruppe Georg Stumme, danach wieder Generalfeldmarschall Erwin Rommel) | | |
| | | Luftwaffen-Jägerbrigade/Fallschirmjäger-Brigade 1 Ramcke (Generalmajor Hermann-Bernhard Ramcke)      |
| | | 90. leichte Afrika-Division (Generalmajor Ernst Strecker)                                            |
| | | 164. leichte Afrika-Division (Generalleutnant Carl-Hans Lungershausen)                               |
| | Deutsches Afrikakorps (Generalleutnant Wilhelm Ritter von Thoma)                                                                         | |
| | | 21. Panzer-Division (Generalmajor Heinz von Randow)                                                  |
| | | 15. Panzer-Division (Generalmajor Gustav von Vaerst)                                                 |
| | | 16. motorisierte Infanteriedivision „Pistoia“ (Generale di Divisione Giuseppe Falugi)                |
| | | 136. Infanteriedivision „Giovani Fascisti“ (Jungfaschisten) (Generale di Divisione Ismaele Di Nisio) |
| | XX. italienisches Armeekorps (mot.) (Generale di Corpo d’Armata Giuseppe de Stefanis)                                                    | |
| | | 132. italienische Panzerdivision „Ariete“ (Generale di Divisione Francesco Arena)                    |
| | | 133. italienische Panzerdivision „Littorio“ (Generale di Divisione Gervasio Bitossi)                 |
| | | 101. italienische motorisierte Division „Trieste“ (Generale di Divisione Francesco La Ferla)         |
| | X. italienisches Armeekorps (Bis 26. Oktober Generale di Divisione Enrico Frattini, danach Generale di Corpo d’Armata Edoardo Nebba)     | |
| | | 27. italienische Infanteriedivision „Brescia“ (Generale di Divisione Brunetto Brunetti)              |
| | | 17. italienische Infanteriedivision „Pavia“ (Generale di Divisione Nazareno Scattaglia)              |
| | | 185. italienische Fallschirmjägerdivision „Folgore“ (Generale di Divisione Enrico Frattini)          |
| | XXI. italienisches Armeekorps (Bis 26. Oktober Generale di Divisione Alessandro Gloria, danach Generale di Corpo d’Armata Enea Navarini) | |
| | | 102. italienische motorisierte Infanteriedivision „Trento“ (Generale di Divisione Enrico Frattini)   |
| | | 25. italienische Infanteriedivision „Bologna“ (Generale di Divisione Alessandro Gloria)              |

| Eighth Army (Lieutenant-General Bernard Montgomery) |                                                |                                                                    |
|                                                     |                                                | 1. Britische Armee-Panzerbrigade                                   |
|                                                     |                                                | 1. Britische Panzerbrigade                                         |
|                                                     |                                                | 12. Britische Flugabwehr-Brigade                                   |
|                                                     |                                                | 2. Britische Flugabwehr-Brigade                                    |
|                                                     |                                                | 21. Indische Infanterie-Brigade                                    |
|                                                     | X Corps (Lieutenant-General Herbert Lumsden)   |                                                                    |
|                                                     |                                                | 1st Armoured Division (Major-General Raymond Briggs)               |
|                                                     |                                                | 10th Armoured Division (Major-General Alexander Gatehouse)         |
|                                                     |                                                | 8th Armoured Division (Major-General Charles Henry Gairdner)       |
|                                                     | XIII Corps (Lieutenant-General Brian Horrocks) |                                                                    |
|                                                     |                                                | 50th (Northumbrian) Division (Major-General John Nichols)          |
|                                                     |                                                | 44th (Home Counties) Division (Major-General Ivor Hughes)          |
|                                                     |                                                | 7th Armoured Division (Major-General John Harding)                 |
|                                                     | XXX Corps (Lieutenant-General Oliver Leese)    |                                                                    |
|                                                     |                                                | australische 9th Division (Major-General Leslie Morshead)          |
|                                                     |                                                | 51st (Highland) Division (Major-General Douglas Wimberley)         |
|                                                     |                                                | neuseeländische 2nd Division (Lieutenant-General Bernard Freyberg) |
|                                                     |                                                | südafrikanische 1st Division (Major-General Dan Pienaar)           |
|                                                     |                                                | indische 4th Infantry Division (Major-General Francis Tuker)       |
|                                                     |                                                | Korpsreserve                                                       |
|                                                     |                                                | 23. Panzerbrigade                                                  |

## Schlachtverlauf

### Operation Lightfoot

#### Erste alliierte Erfolge

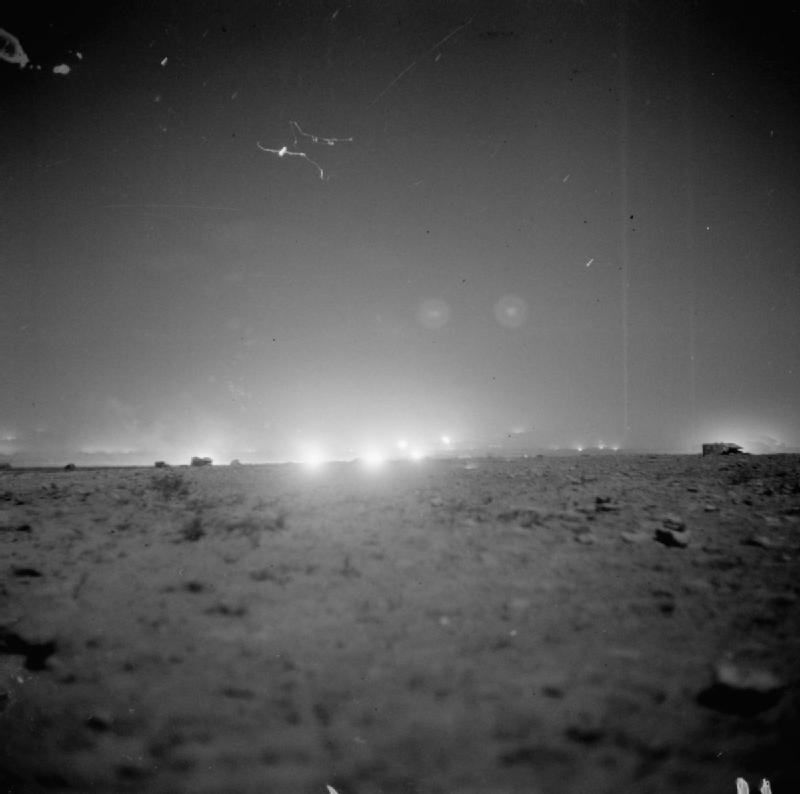
Britische Artillerievorbereitung zu Beginn der Operation Lightfoot

Am 23. Oktober, gegen 20:40 Uhr nach deutscher Zeitrechnung, nach britischer Zeitrechnung um 21:25 Uhr im südlichen und um 21:40 Uhr im nördlichen Abschnitt begann das britische XXX. Corps mit seiner Artillerievorbereitung. An dem Trommelfeuer, das 15 Minuten anhielt, beteiligten sich 456 Geschütze. Währenddessen flogen Wellington-Bomber der RAF einen Luftangriff auf deutsche Stellungen, auf die insgesamt 125 Tonnen Bomben abgeworfen wurden. Laut Ian Stanley Ord Playfair eröffnete das XIII. Corps im Süden mit 136 Geschützen das Artilleriefeuer, das laut Reinhard Stumpf bald auf den Nordflügel konzentriert wurde. Das Trommelfeuer erreichte eine auf dem afrikanischen Kriegsschauplatz noch nie zuvor dagewesene Intensität. Rommel schrieb dazu später in seinen Memoiren bezogen auf das Artilleriefeuer, „es sollte die ganzen Kampfhandlungen vor El Alamein hindurch anhalten.“ Im Frontabschnitt des XXX. Corps wurde das Trommelfeuer an Bedarf der einzelnen Divisionen angepasst. Es hielt noch ohne jegliche Pause weitere 5 ½ Stunden an.
Der Angriff des XXX. Corps, das sich von Norden nach Süden in die australische 9th Division, die 51st Highland-Division, die neuseeländische 2nd Division sowie die südafrikanische 1st Division gliederte, begann um 22:00 Uhr. Die Front hatte eine Breite von 9 ½ Kilometern und verlief zwischen dem Tell el Eisa und Deir Umm Alsha. Jede der Divisionen gliederte sich in zwei Infanteriebrigaden und ein Panzerregiment, der neuseeländischen Division war eine Panzerbrigade unterstellt. Ziel der Operation Lightfoot war es, in einem Zug eine Linie unter dem Decknamen Oxalic Line zu erreichen, die hinter dem Minenfeld verlief und etwa fünf bis acht Kilometer entfernt war.
Der Oberbefehlshaber der Panzerarmee, Georg Stumme, verbot der Artillerie, Vernichtungsfeuer zu schießen, da ein akuter Mangel an Munition bestand. Dies erwies sich als schwerer Fehler, da die britischen Verbände ohne jegliche Störung zum Angriff antreten konnten. Teile der Artillerie blieben durch den Befehls Stummes einsatzbereit, da sie nicht das Ziel britischer Luftangriffe wurden. Im Norden erfolgte ein kleiner Angriff zwischen der Küstenstraße und der Bahnverbindung, den die deutschen Truppen aufhalten konnten. Die 51st Highland-Division konnte gemeinsam mit der australischen 9th Division Einbrüche in die mit Buchstaben gekennzeichneten Minenfelder J und L erzielen.

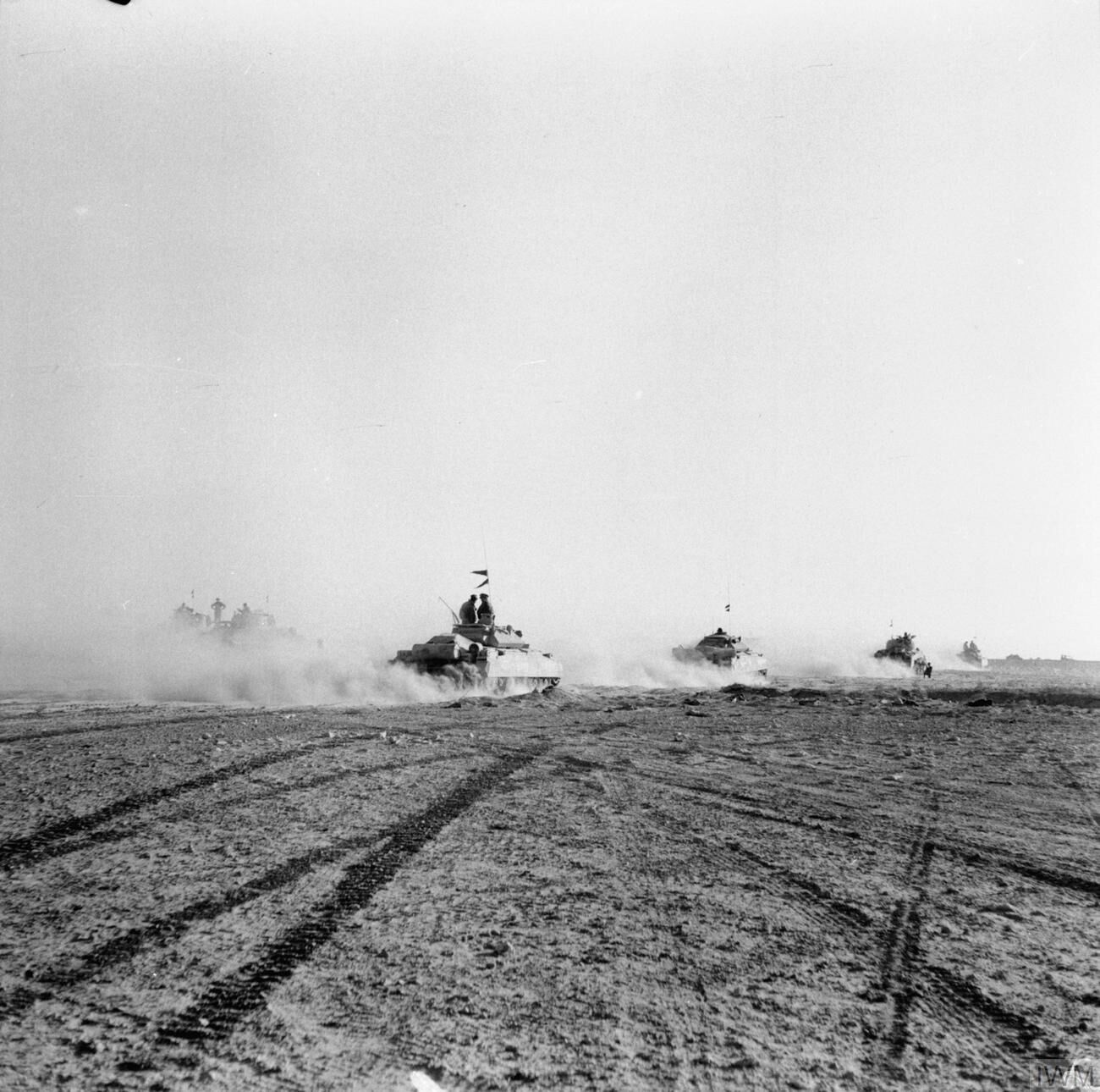
Britische Panzer rücken durch das geräumte deutsche Minenfeld vor

Die Verbindung des deutschen Armeeoberkommandos zu den kämpfenden Truppen war durch die Wirkung des Trommelfeuers stark gestört und Stumme konnte nur mit großer Mühe davon abgehalten werden, sich selbst an die Front zu begeben, wo er indessen in der Dunkelheit ohnehin wenig hätte ausrichten können.
Um Mitternacht bestand noch immer kein klares Bild der Lage, das Armeeoberkommando war aber aufgrund der starken Kräftekonzentrationen an bestimmten Frontabschnitten gezwungen, davon auszugehen, dass die erwartete Großoffensive begonnen hatte.
In der folgenden Morgenmeldung vom 24. Oktober gab es lediglich einen Lagebericht und keine expliziten Hinweise, dass die Offensive begonnen hatte. Dies änderte sich erst nach Hitlers abendlicher Forderung nach einer Lagebeurteilung, um die Entscheidungen über den weiteren Verbleib von Rommel treffen zu können. Unterdessen hatte sich der Armeeoberbefehlshaber gemeinsam mit dem Armeenachrichtenführer Oberst Büchting an die Front begeben, um Klarheit in der weiter unklaren Lage zu schaffen. Dabei nahm Stumme jedoch keine Eskorte und keinen Funkwagen wie sein Vorgänger Rommel in Anspruch. Büchting wurde bei diesem Frontbesuch durch einen Kopfschuss getötet, während Stumme einen Herzinfarkt erlitt. Daraufhin meldete Siegfried Westphal, der nach dem Tod Stummes zu dieser Zeit der alleinige Führer der Armee war, dass die Panzerarmee am 25. Oktober mit dem entscheidenden Schlag rechnete. Dabei kalkulierte er auch eine längere Dauer der Kämpfe ein.
Nachdem Westphal Rommel bereits per Telegramm über Stummes Tod in Kenntnis gesetzt hatte, befahl Hitler diesem persönlich in einem Telefongespräch kurz nach Mitternacht, zurückzukehren. Bis zur Ankunft des Oberbefehlshabers übernahm Wilhelm Ritter von Thoma, der zu diesem Zeitpunkt Kommandierender General des Afrikakorps war, stellvertretend die Armeeführung, ohne dabei seinen eigenen Gefechtsstand zu verlassen.
Inzwischen war die Lage etwas klarer geworden, da durch Funkpeilungen starke Kräfteansammlungen im Norden der Front festgestellt wurden und so ein erster Hinweis auf die mögliche Hauptstoßrichtung vorhanden war. Truppen der britischen 51st Highland-Division hatten gemeinsam mit Truppen der australischen 9th Division die Minenkästen J und L in einer Breite von zehn Kilometern durchquert und einen Einbruch in die Hauptkampflinie erzielt. Dieser Abschnitt wurde vom Infanterieregiment 62 der Division „Trento“ gemeinsam mit dem Grenadierregiment 382 der 164. leichten Afrika-Division verteidigt. Das italienische Regiment hatte sich bereits im Vorfeld während der alliierten Artillerievorbereitung von seinen unvollendeten Stellungen zurückgezogen. Nach dem Korsettstangenprinzip wurden die beiden Verbände vermischt eingesetzt, um eine stabilere Lage aufrechtzuerhalten. Bei ihren Angriffen gelang es den alliierten Truppen, das gesamte italienische Regiment bis auf eine Kompanie und das isolierte I. Bataillon des deutschen Regiments nach langen Kämpfen bis zum nächsten Morgengrauen zu vernichten. Des Weiteren verlor die Division „Trento“ rund 40 % ihrer schweren Waffen und Geschütze.

#### Stabilisierung der Lage durch deutsch-italienische Gegenangriffe

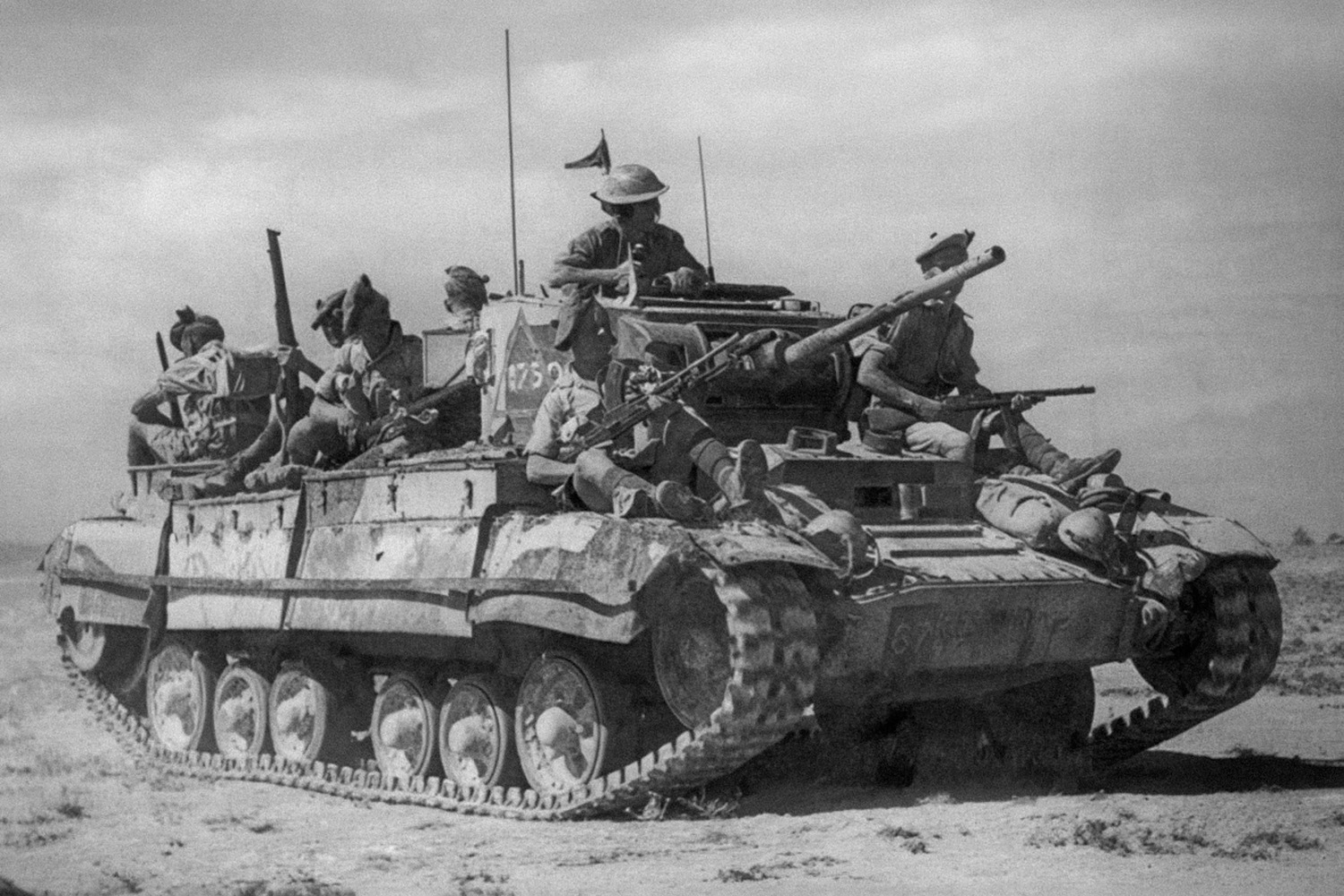
Britischer Valentine mit aufgesessener Infanterie

Aufgrund der zu diesem Zeitpunkt angespannten Lage führte die 15. Panzer-Division, verstärkt durch die Panzer der italienischen Panzerdivision „Littorio“, einen Gegenangriff durch. Durch diesen wurde der Einbruch in die Hauptkampflinie am frühen Morgen des 24. Oktober überall außer im nördlichen Teil des Keils bereinigt, sodass die erfolgreichen Verbände wieder an der Hauptkampflinie standen.
Am folgenden Tag wurde das bereits stark angeschlagene II. Bataillon des Grenadierregiments 382 in intensiven Gefechten während eines erneuten Angriffes der 51st Highland-Division aus dem Minenfeld L nahezu vollständig vernichtet. Zum selben Zeitpunkt legte das III. Bataillon des italienischen Infanterieregimentes 61 die Waffen nieder und ergab sich. Die deutsche 15. Panzer-Division konnte die Lage durch ganztägige Gegenangriffe erneut stabilisieren und die angreifenden Verbände in den Minenfeld L zurückdrängen. Diese Kämpfe hatten hohe Verluste gefordert, sodass bei der 15. Panzerdivision am Abend desselben Tages lediglich 31 einsatzbereite Panzer zur Verfügung standen.
Um 21:45 Uhr starteten die britischen Truppen nach vorhergehendem massivem Trommelfeuer einen erneuten Angriff aus den Minenfeldern J und L. Zu diesem Zeitpunkt befand sich die Panzerarmee bereits in einer prekären Versorgungslage, da sowohl Mängel an Treibstoff als auch Munition bestanden. Im Gegensatz dazu gab es auf alliierter Seite keinerlei Engpässe.
Auch im südlichen Teil der Front operierten die alliierten Verbände offensiv. Nördlich von Qaret el Himeimat startete die britische 7th Armoured Division mit 160 Panzern einen Angriff auf die italienische Fallschirmdivision „Folgore“. Die Attacke verlief erfolgreich, sodass Teile der italienischen Division überrannt werden konnten. Gegenangriffe der 21. Panzer-Division und der 132. Panzerdivision „Ariete“ stoppten den Vorstoß, unterstützt durch Massenfeuer der Artillerie, jedoch wieder. Die stark angeschlagene Division „Folgore“, konnte sich jedoch in wenigen Stunden wieder sammeln. Der kommandierende Offizier meldete an die deutsch-italienische Kommandoebene, dass die Kampfmoral der Division exzellent sei und sie trotz Luftangriffen überlegene Feindeinheiten zurückgeschlagen habe. Die Verluste der Division bezifferte er auf 283 Mann.
Danach erging der Befehl, die strategisch wichtige Höhe des Himeimat unter allen Umständen zu halten. Alliierte Angriffe am 25. Oktober scheiterten am Widerstand der deutsch-italienischen Truppen. Noch am Abend desselben Tages kam Rommel über Rom in seinem Hauptquartier an, wo er sofort wieder das Kommando über die Panzerarmee übernahm.
Im AOK der mittlerweile umbenannten Deutsch-Italienischen Panzerarmee bildete sich die Meinung, dass Montgomery einen Durchbruch im Norden beabsichtigte, um danach seine Truppen zur Verfolgung antreten zu lassen. Dadurch wurde klar, dass keine Umfassung der deutsch-italienischen Kräfte von Süden her geplant war.
In der vorhergehenden Nacht konnte die australische 9. Division bei einem erfolgreichen Angriff die Höhe 28 einnehmen, die nördlich des Minenfelds J lag. Daraufhin wurden umgehend weitere Kräfte an diesen Teil der Front verlegt. Untertags führten die alliierten Verbände mehrere Attacken aus der Lücke zwischen den Minenfeldern J und L in Richtung Westen. Diese hatten das Ziel, einen großen Brückenkopf aufzubauen, der danach für einen Vorstoß nach Nordwesten auf die Küstenstraße genutzt werden sollte. Alliierte Kräfte konnten einen Einbruch in die Stellungen des III. Bataillons des Grenadierregiments 382 erzielen, wobei der Verband zuvor bereits stark angeschlagen gewesen war. Dabei nahmen die Attacken weiter an Stärke zu.
Aus dem bisherigen Verlauf der Schlacht kam das AOK zum Ergebnis, dass Montgomery nach der nahezu vollständigen Einnahme des Territoriums zwischen den Minenfeldern K und J in der Nacht zum 27. oder am 27. Oktober einen Angriffsbefehl erteilen werde. Dieser sah nach Meinung des Oberkommandos einen Großangriff über J und L vor, der die Stoßrichtungen Westen und Nordwesten haben sollte.
Rommel traf auf Basis dieser Einschätzung eine Entscheidung, die aufgrund der Treibstofflage irreversibel war. Er veranlasste, dass die 21. Panzer-Division mit Ausnahme einer Eingreifgruppe in den Norden der Front, in den Raum Tell el Aqqaqir, verlegte. In seiner Anordnung hieß es, dass mit Angriffen über die gesamte Frontbreite, die ihren Schwerpunkt nördlich von Ruweisat hatten, jederzeit zu rechnen sei. Die Stellungen sollten dabei gehalten werden, wobei feindliche Bereitstellungen jedoch durch gemeinsames Feuer der Artillerie und Flakartillerie nicht ermöglicht werden sollten.

### Operation Supercharge

#### Neue alliierte Planungen
Im Oberkommando der britischen 8th Army entstand am 25./26. Oktober ein neuer Schlachtplan, der im Gegensatz zum ursprünglichen Entwurf vorsah, dass das X. (Tank-)Corps in seinem Gefechtsstreifen selbst für die Minenräumung zuständig war. Der Hintergrund dieses Umdenkens war der unplanmäßige Verlauf der Schlacht. In den ersten Planungen hätte das XXX. Corps die Aufgabe übernehmen sollen.
Durch diese Änderung erfolgte nach dem Urteil von Oberst Richardson, einem Stabsoffizier Montgomerys, eine totale Verwirrung mit der Folge, dass der Einbruch in die deutsch-italienischen Stellungen ungenutzt blieb, da die Panzer des X. Corps in ihrem Vorstoß scheiterten und im Nahkampf stecken blieben. Montgomery veranlasste dies zu einer großen Umgliederung seiner Verbände.
Dabei verlegte er die 10. Panzerdivision mit ihrer ursprünglichen Position zwischen der 51. Highland-Division und der neuseeländischen 2nd Division zur australischen 9th Division in den Frontnorden, wo fortan auch der neue Angriffsschwerpunkt lag. Insgesamt hatte der Armeeoberbefehlshaber die Platzierung seiner Verbände um exakt 180 Grad gewendet. Australische Truppen sollten gemeinsam mit der britischen 10th Armoured Division nach Norden in Richtung der Küste vorstoßen. Dem Elite-Korps, dem X. Corps, wurde die Aufgabe zugeteilt, vom Brückenkopf der 1st Armoured Division westlich der Minenfelder J und L einen Vorstoß in Richtung Westen und Nordwesten zu unternehmen. Bei dieser Attacke sollte vom Überraschungseffekt Gebrauch gemacht werden. Geplant worden war der Angriff in einer Besprechung bei der neuseeländischen 2nd Division, die am 25. Oktober um 12:00 Uhr stattfand. Ziel des Angriffs war es, die gepanzerten Einheiten zuerst in einem Raum von Montgomerys Wahl zu vernichten, um anschließend zur Umfassung der nicht gepanzerten Verbände überzugehen.
In der folgenden Nacht gelang der australischen 9th Division die Einnahme der Höhe 28. Im Zusammenspiel mit weiteren britischen Offensivbemühungen veranlasste dies Rommel zu einer großen Umgruppierung, durch die er den Südflügel der Panzerarmee entblößte. Aufgrund des Misserfolges von dem Vorstoß der britischen 1th Armoured Division in Richtung Westen und Nordwesten fasste Montgomery abends den Beschluss, seine Kräfte umzustrukturieren, um so neues Potenzial für die folgende Offensive freizusetzen.
Dabei war es geplant, bis zur Morgendämmerung des 28. Oktober die neuseeländische 2nd Division als Reserve aus der Front herauszulösen und den Großteil der 7th Armoured Division von Süden nach Norden zu verlegen. In der folgenden Nacht sollte die australische 9th Division ihre Offensivbemühungen fortsetzen.
Zur selben Zeit sollte das britische X. Corps Vorbereitungen treffen, gemäß den ursprünglichen Planungen ein Stoßkorps aus den Reserven, der 9. Panzerbrigade sowie der 10. Armoure Division und eventuell der 7th Armoured Division, zu bilden. Dieses hatte die Aufgabe, den Durchbruch zu komplettieren, um danach zu geeignetem Zeitpunkt die Verfolgung der feindlichen Verbände aufzunehmen.
Am 29. Oktober überbrachte Duncan Sandys, der Schwiegersohn von Winston Churchill, ein Telegramm des Premiers, das die Armee über den geplanten Angriffstermin für die Landung in Nordwestafrika am 8. November informierte. Durch die Aufklärung erhielt das Oberkommando der 8th Army am selben Tag noch die Information, dass eine Verschiebung der deutschen 90. leichten Afrika-Division nach Norden stattfand, sodass sie der am nördlichsten positionierte Verband der Deutsch-Italienischen Panzerarmee wurde. Als Grund wurde der erfolgreiche vorhergehende Vorstoß der australischen 9th Division vermutet, der erst kurz vor der Küstenstraße gestoppt worden war.

#### Letzte deutsch-italienische Versuche zur Abwendung der Niederlage

Montgomery beobachtet den Vorstoß seiner Panzereinheiten.

Der bereits erwartete Großangriff begann schließlich ab 1:00 Uhr morgens des 2. November 1942 mit 7-stündigen Luftangriffen sowie einem 3-stündigen Trommelfeuer aus über 300 Geschützen. Alliierte Verbände griffen beiderseits der Höhe 28, nordwestlich des Minenfeld J mit 500 Panzern an, um einen Durchbruch nach Nordwesten zur Küstenstraße bei El Daba zu erzielen. Dazu griffen die neuseeländische 2nd Division gefolgt von der 1. Armoured Division in zwei Kolonnen an, wobei ihnen eine massive Feuerwalze voraus ging. Bereits nach 15 Minuten gelang den alliierten Verbänden beim Grenadierregiment 200 der 90. leichten Afrikadivision ein Einbruch in die Stellung, welcher laut dem Schlachtbericht der Panzerarmee Afrika „nur notdürftig abgeriegelt“ werden konnten. Etwas weiter südlich überrannten alliierte Truppen im Zuge eines starken Panzerangriffs Bataillone des deutschen Infanterieregiments 155 (90. leichte Afrikadivision), Teile des italienischen Bersaglieri-Regiments, des italienischen Infanterieregiments 65 (Division „Trieste“) sowie ein Bataillon des deutschen Grenadierregiments 115 (15. Panzerdivision). Die Infanteriespitzen stießen neun Kilometer südwestlich von Sidi Abd el Rahman durch den Angriff bis zur Telegraphenpiste vor, wobei es gepanzerten Kräften sogar gelang, über die Piste hinaus noch weiter vorzudringen.
Am Beginn des folgenden Tages unternahm das Afrikakorps mit Teilen der deutschen und italienischen Panzerdivisionen (21. Panzer-Division von Norden, 15. Panzer-Division von Westen, Panzerdivision „Littorio“ von Süden) einen erfolglosen Versuch, den vier Kilometer breiten Einbruch zu bereinigen. Obwohl die Achsenmächte es schafften, von der Panzerspitze mit 94 Panzern 70 abzuschießen oder zu beschädigen, versorgte Montgomery seinen Angriffskeil permanent mit Verstärkungen aus dem Hinterland, sodass er ihn stabilisieren konnte. Zugleich versuchte der Oberbefehlshaber den Durchbruch durch immer neue Attacken herbeizuführen, was ihm noch am Morgen in Richtung Südwesten gelang, wo die Unterstützung der Panzerdivision „Littorio“ und der motorisierten Division „Trieste“ nicht rechtzeitig herbeikam.
So entwickelte sich eine harte Panzerschlacht, die während des ganzen Tages andauerte. Rommel wendete für diese Schlacht sämtliche Heeres- und Flakartillerie für den Einsatz im Erdkampf auf, sodass die Einbrüche bis Abend notdürftig bereinigt werden konnten. Der versprochene Nachschub blieb jedoch weit hinter den Erwartungen zurück, sodass trotz der Auffüllung der Verbände aus den Trossen die Gefechtsstärke der Panzerarmee auf ein Drittel des Standes bei Schlachtanfang gesunken war. Dem Afrikakorps standen nur noch rund 30 bis 35 einsatzbereite Panzer zur Verfügung. Zugleich mangelte es auch zu zwei Dritteln an schwerer Flakartillerie, primär an 8,8-cm-Flugabwehrkanonen, die das einzige wirksame Abwehrmittel gegen schwere US-Panzer waren. Bei den italienischen Divisionen „Littorio“ und „Trieste“ zeigten sich bereits Auflösungserscheinungen. Insgesamt befand sich die Panzerarmee nach Reinhard Stumpf in einer kritischen Lage.

#### Geplanter Rückzug und Haltebefehl

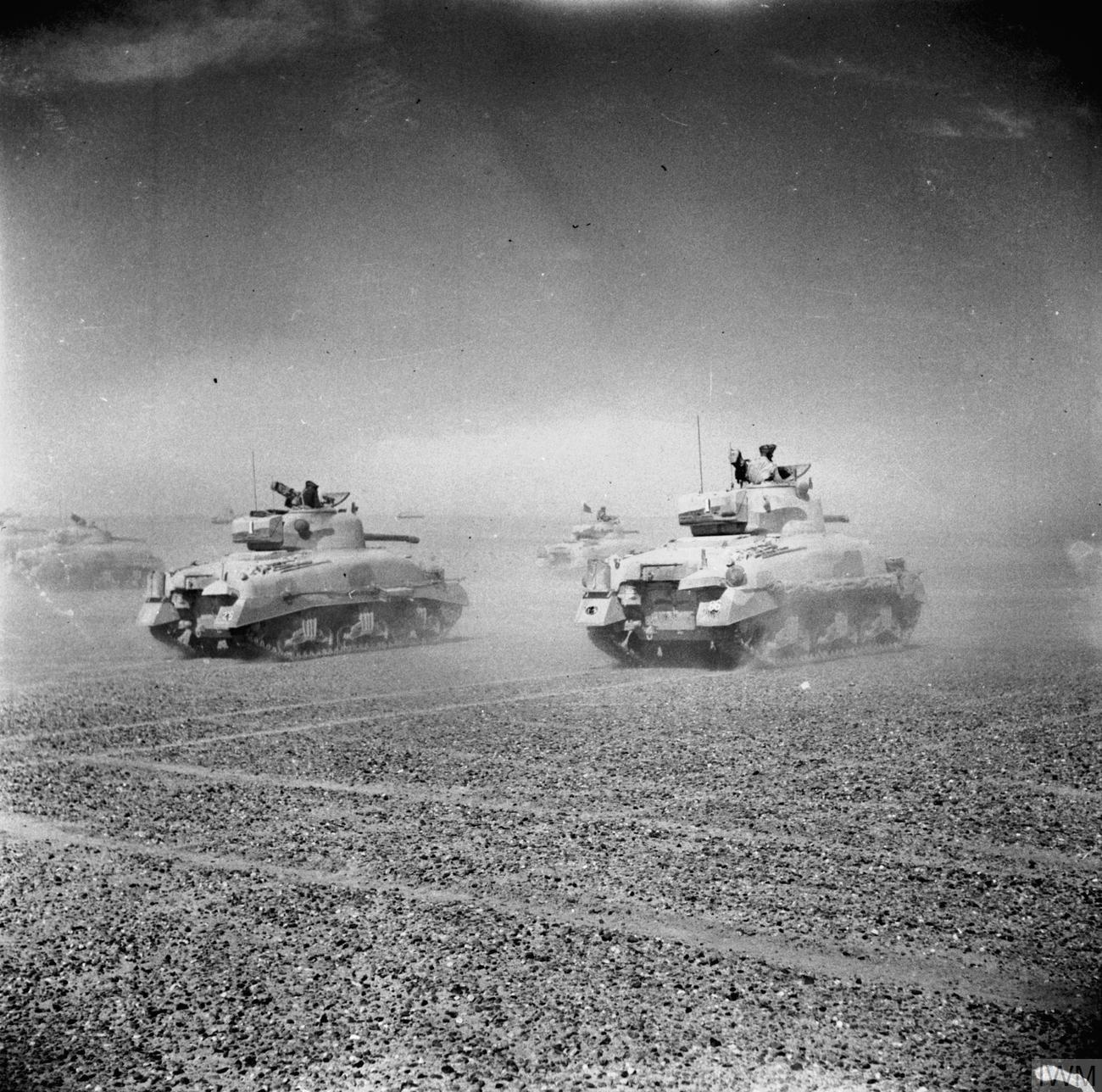
Shermans der 8. Armee rücken durch die Wüste vor.

Aufgrund der Situation griff Rommel umgehend zu grundlegenden Maßnahmen. Am Nachmittag des 2. November stellte er sämtliche italienische schnellen Truppen wieder unter das Kommando des XX. Armeekorps (mot.), das am Nordabschnitt der Front stand. Die Panzerdivision „Ariete“ sowie die motorisierte Division „Trieste“ wurden vom Südabschnitt in den Norden verlegt, sodass die Verteidigung des Südens fortan wieder ausschließlich dem italienischen X. Armeekorps oblag, das keinerlei bewegliche Reserven zur Verfügung hatte. Rommel wies auch das deutsche Infanterieregiment 125, das bisher in der Nische an der Küste östlich Abd el Rahman seine Stellung gehalten hatte, an, sich hinter die Telegraphenpiste zurückzuziehen. Das italienische Comando Supremo hatte unterdessen in einem Funkspruch um 08:40 Uhr gemeldet, dass ein Angriff am 2. oder 3. November bevorstehe, obwohl Supercharge zu diesem Zeitpunkt seit fast acht Stunden im Gang war.
Noch am Abend desselben Tages wurde er über Montgomerys massenhafte Bereitstellung an Panzern hinter dem Einbruch in die deutsch-italienischen Linien in Kenntnis gesetzt. Das Afrikakorps verfügte im Gegensatz zu den alliierten Massen lediglich über maximal 35 Panzer, sodass Rommel sich über die bevorstehende Vernichtung seiner Armee im Klaren war. Aufgrund dieser Tatsache gab der Oberbefehlshaber der Deutsch-Italienischen Panzerarmee den Befehl, sich schrittweise auf die zuvor im Hinterland ausgebaute Fuka-Stellung zurückzuziehen. Im Süden gingen die Verbände zurück auf die Ausgangsstellung vor der Offensive in der Schlacht von Alam Halfa, wobei der Rückzug am nächsten Tag bis 15 Kilometer südöstlich von El Daba fortgesetzt werden sollte.
Da Rommel sich nicht sicher war, wie Hitler auf diese Rücknahme der Verbände reagieren würde, entsandte er seinen Ordonnanzoffizier Berndt in das Führerhauptquartier, um Handlungsfreiheit zu erbitten. Währenddessen lag der Panzerbestand beim Afrikakorps nur noch bei 30 Kampfwagen. Der Armeeoberbefehlshaber wies Teile der italienischen Infanterie, die keinerlei Fahrzeugbestand hatten, an, aufgrund der hohen Durchbruchsgefahr zurückzugehen.

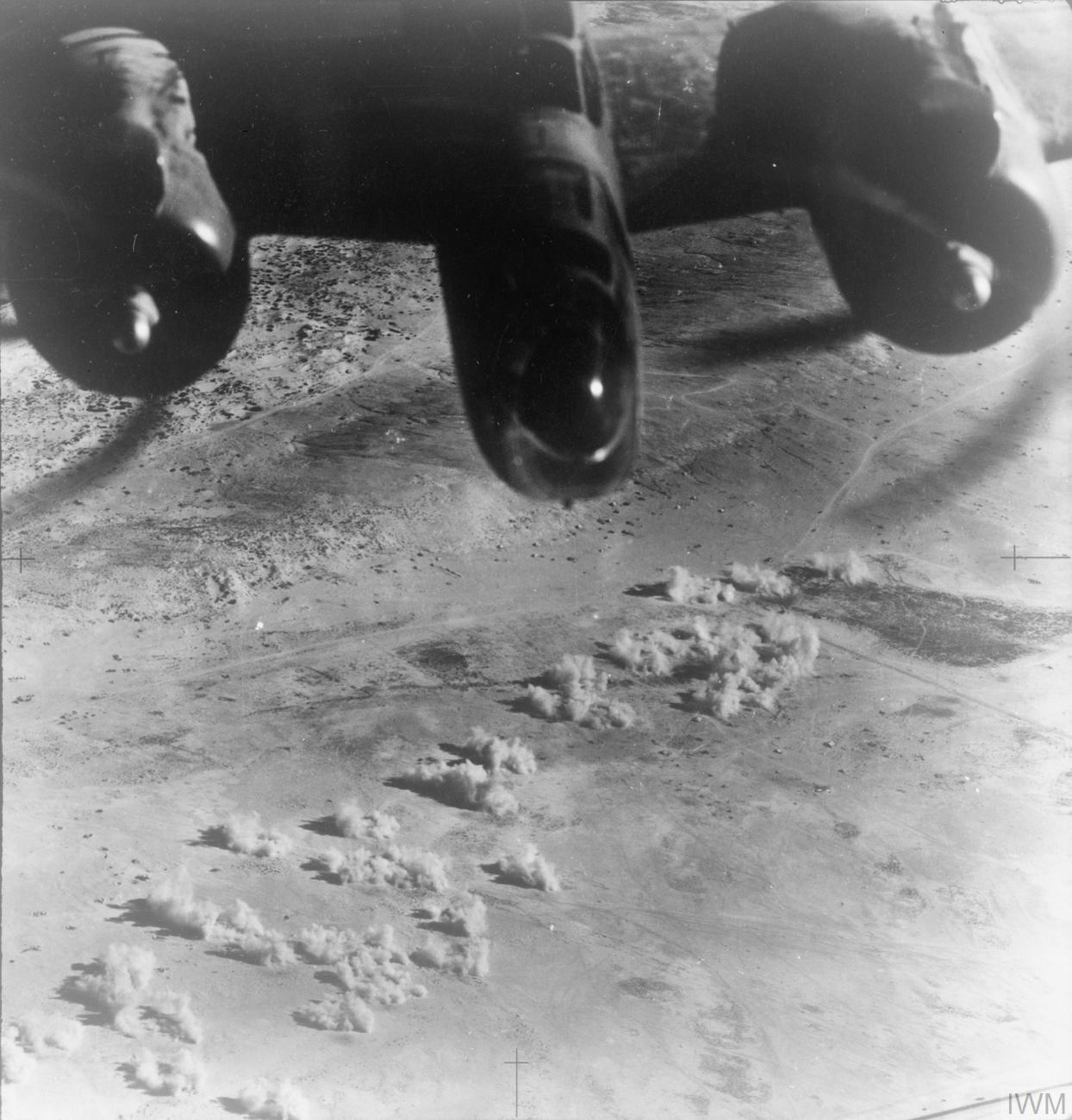
Eine Martin Baltimore der RAF beim Bombardement des Flugplatzes von El Daba

Die Bitten von Rommels Ordonnanzoffizier waren vergeblich, denn am 3. November um 13:30 Uhr traf am Armeegefechtsstand ein Haltebefehl wie an der Ostfront im Winter 1941/1942 ein. Dies hinterließ einen so großen Schock beim Oberbefehlshaber, dass er den 3. November später als „einen der denkwürdigsten Tage in der Geschichte“ bezeichnete. Des Weiteren stellte er fest, dass die Armee jegliche Entschlussfreiheit verloren hatte. Im Führerbefehl wurden in pathetischem Wortlaut Verstärkungen zugesichert und fanatischer Wille von den Soldaten gefordert. Hitler endete seinen Befehl mit den Worten „Ihrer Truppe können Sie [Rommel] aber keinen anderen Weg zeigen als den zum Siege oder zum Tode.“
Der Befehl, welcher die tatsächliche Lage der Armee keineswegs berücksichtigte, wirkte auf den zuvor von Hitler stets privilegierten Rommel nach eigener Aussage in seinen Memoiren erdrückend, sodass er sich als hilflos bezeichnete und den Haltebefehl aus einer „gewissen Apathie“ weitergab. In der folgenden Abendmeldung an Hitler bekundete er seinen Gehorsam, informierte er ihn jedoch kühl über die hohen Verluste, die sich bei der Infanterie, Panzerjägern und Pionieren auf rund 50 %, bei der Artillerie auf etwa 40 % beliefen. Bei den italienischen Divisionen „Littorio“ und „Trieste“ meldete Rommel ebenfalls „sehr hohe Verluste“ und auch den Zustand der Division „Trento“ bezeichnete er als „stark angeschlagen“.
Die britischen Verbände reagierten auf den Rückzug im Süden erst am Nachmittag, wobei sie bis zum folgenden Morgen keinerlei besondere Angriffe unternahmen, sodass der Großteil der verbliebenen Fußtruppen sich in die Fuka-Stellung zurückziehen hätte können. Die Gelegenheit diese anzugreifen und zu vernichten blieb ungenutzt.
Am nächsten Tag rückte das britische XIII. Corps im Süden schließlich auf die ehemalige deutsche Hauptkampflinie östlich von El Mireir nach. Zwischen dem italienischen XXI. Armeekorps, das im Mittelabschnitt stand, und der Division Bologna bestand eine Lücke. Sie war dadurch entstanden, dass sich die Division gemäß dem vorhergehenden Befehl Rommels am Abend des 3. November wie ursprünglich geplant zurückgezogen hatte, ohne dabei den späteren Haltebefehl zu entschlüsseln. Die Offiziere des Korpsstabes unternahmen einen Versuch, den Verband in seine Ausgangsposition südlich der Division „Trento“ zu bringen. Dieser scheiterte jedoch, da am Morgen des 4. November ein starker, gepanzerter, britischer Verband der 7th Armoured Division einen Einbruch in die Stellungen des XXI. Korps erzielen konnte. Aus diesem Grund wichen die Divisionen „Bologna“ und „Trento“ zurück. Der alliierte Durchbruch erfolgte schließlich bei der Division „Trento“, und die italienische Panzerdivision „Ariete“ wurde von Süden total umfasst. Diese Situation löste eine allgemeine Krise innerhalb der Deutsch-Italienischen Panzerarmee aus. Schließlich erfolgte nach heftigen Gefechten um 15:30 Uhr eine totale Nordumfassung der Division „Ariete“.
Im Norden der Front griffen seit 8 Uhr morgens Truppen der 8th Army mit rund 150 Panzern sowie enormer Artillerie- und Luftunterstützung das Afrikakorps an. Diesem gelang es unter persönlichem Einsatz seines Kommandierenden Generals Thoma, der die Kampfstaffel an vorderster Front führte, den Angriff kurzzeitig an der Naht zwischen den beiden deutschen Panzerdivisionen aufzuhalten. Trotzdem erzielten die britische 1st und 10th Armoured Division bereits mittags Durchbrüche beim Afrikakorps an verschiedenen Orten, sodass das Korps im Zuge seiner Umfassung durch etwa 150 Panzer nahezu komplett vernichtet wurde. Der Befehlshaber General Thoma wurde von den Briten gefangen genommen.
Dieser Durchbruch der 1st Armoured Division durch das Afrikakorps bei Tell el Manfsra um 15 Uhr in Richtung Nordwesten, der unmittelbar folgende Durchbruch des rechten Flügels der 15. Panzerdivision sowie der Durchbruch der 7th Armoured Division beim italienischen XX. Armeekorps besiegelte endgültig die Niederlage in dieser Schlacht. Aufgrund der Erfolge konnte die 8th Army nun aus dem freien Raum nach Norden und Nordwesten eindrehend die Deutsch-Italienische Panzerarmee aus dem rückwärtigen Gebiet angreifen. Dies ermöglichte nach Reinhard Stumpf wiederum, „die El-Alamein-Stellung aus den Angeln zu heben“.
Gemäß Stumpfs Aussage „hatte Rommel mit seinem Stab diese Entwicklung kommen sehen“. Über den starren, realitätsfernen Haltebefehl war sein Ärger unvermindert, sodass beim Eintreffen Kesselrings grobe Verstimmungen entstanden. Der Hintergrund dafür war, dass bei Rommel die Vermutung bestand, Kesselring sei durch seine optimistischen Lagebeurteilungen indirekt für den Führerbefehl verantwortlich. Kesselring vertrat jedoch eine ähnliche Position wie der Oberbefehlshaber der Deutsch-Italienischen Panzerarmee und ermutigte Rommel, den Rückzug ohne Erlaubnis von Hitler fortzusetzen.

#### Tatsächlicher Rückzug
Angesichts der Rückendeckung durch Kesselring genehmigte Rommel mittags bei Notwendigkeit den Rückzug für die 90. leichte Afrika-Division, welche weit nach Osten ragte, auf die Höhe des Afrikakorps. Zwischen 14 Uhr und 14:15 Uhr informierte der Kommandierende General des Afrikakorps Fritz Bayerlein die Kommandeure der zwei deutschen Panzerdivisionen, dass die 90. leichte Afrikadivision und der linke Flügel der südlich angrenzenden 21. Panzer-Division sich gegebenenfalls zurückziehen könnten. Bayerlein hatte stellvertretend für den in Gefangenschaft gegangenen Wilhelm von Thoma den Befehl über das Korps übernommen. Im Falle einer Rücknahme der Verbände sollten diese südlich von El Daba, 20 Kilometer rückwärts von der Front, Stellung beziehen.
Den endgültigen Befehl zum Rückzug auf die Fuka-Stellung ab Einbruch der Dunkelheit erteilte Rommel nach 15 Uhr, da er rund zehn Minuten zuvor von der Vernichtung der 132. Panzerdivision „Ariete“ in Kenntnis gesetzt worden war. Dies hatte zur Folge, dass nun eine große Lücke in der Front der Panzerarmee klaffte, durch die starke britische Panzerverbände vorstießen. Der Oberbefehlshaber hatte bereits zuvor bei Hitler um eine Rückzugsgenehmigung ersucht, jedoch wartete er die Antwort des Diktators nicht ab. Während die Rücknahme der Front bereits im Gange war, gaben Mussolini und Hitler nach dem Vortrag von Rommels Ordonnanzoffizier Berndt im Führerhauptquartier um 20:45 Uhr und 20:50 Uhr ihre Zustimmung. Unterdessen hatte Rommel in einem Funkspruch, der durch Ultra am 4. November abgefangen worden war, bereits seine Niederlage eingestanden.

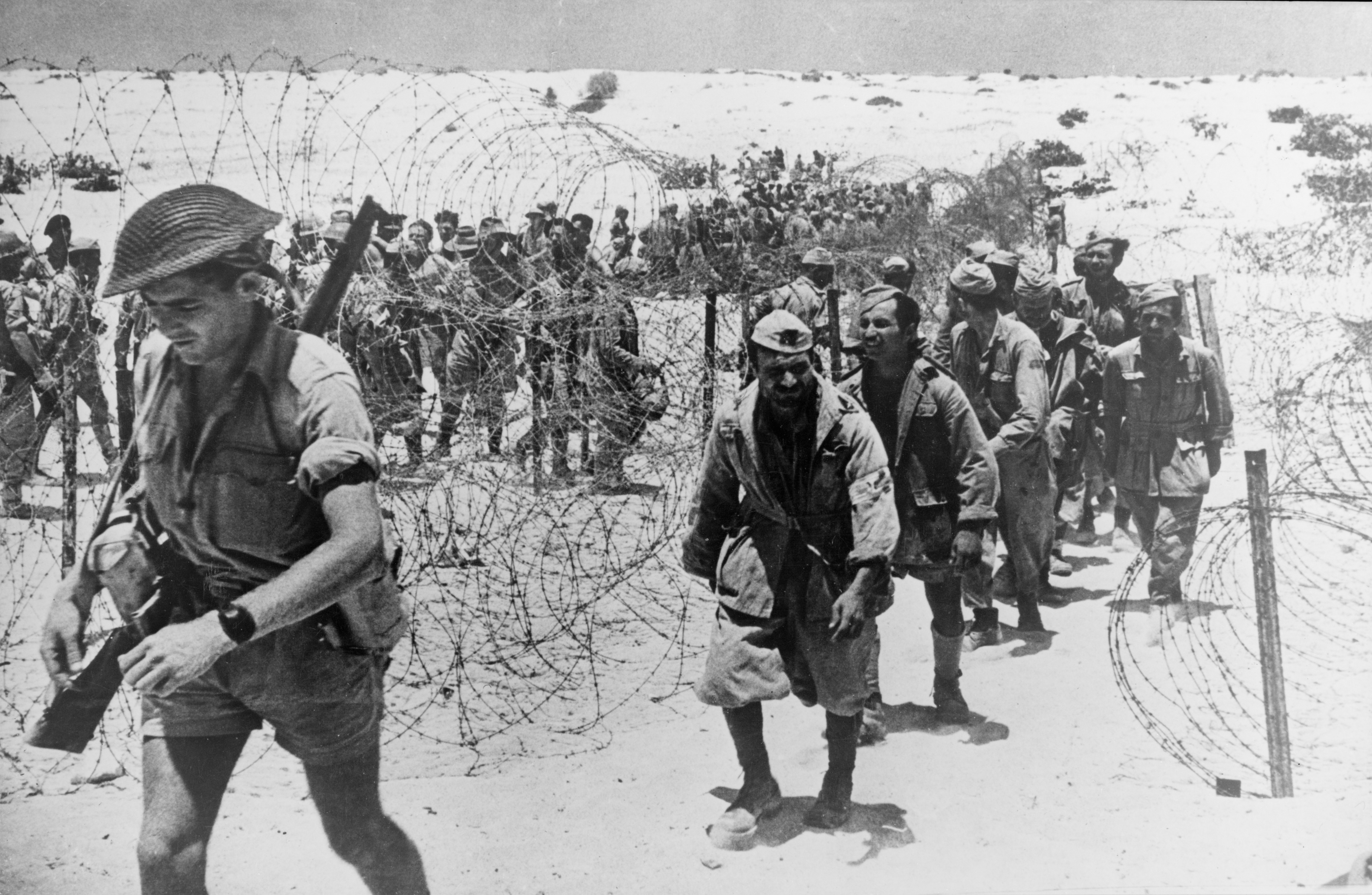
Italienische Gefangene mit britischen Bewachern nach der Schlacht

Zu Beginn des Rückzuges verfügte die Panzerarmee über etwa 30 deutsche und etwas mehr als 10 italienische Panzer, was jegliche beweglichen Operationen unmöglich machte. Der Mangel an Treibstoff ließ lediglich zu, dass sich die Armee auf möglichst direktem Weg von den alliierten Kräften absetzte. Im Zuge der Absetzbewegung war sie dabei häufig zum kurzzeitigen Stillstand gezwungen, um auf die Zuführung von neuem Kraftstoff zu warten. Die deutsch-italienischen Verbände konnten entkommen. da sie nicht verfolgt und angegriffen wurden, was einen signifikanten Teil der Panzerarmee der Vernichtung entgehen ließ. Dabei hatten die Briten vorher nicht mal ihre Reserven im Kampf eingesetzt. Zu Beginn des Rückzugs herrschte ein Chaos aus zurückflutenden Fahrzeugkolonnen, bestehend aus Teilen von verschiedensten Einheiten. Als die kommandierenden Offiziere merkten, dass sie nicht verfolgt wurden, hielten sie die Fluchtkolonnen nach Erreichen der Grenze zu Libyen am 6. November an und ordneten die Verbände wieder. Für die in der Absetzbewegung befindlichen Truppen auf den Fahrzeugen hätte kaum Chancen bestanden, sich gegen einen Angriff erfolgreich zu wehren. Zahlreiche Soldaten zogen sich sogar zu Fuß am Südflügel Richtung Westen zurück. Die Luftwaffen-Jägerbrigade Ramcke erbeutete dabei durch einen Angriff auf eine britische Kolonne Transportmittel zum Rückzug. Der Rückzug der deutsch-italienischen Verbände wurde darüber hinaus durch einen „heftigen Regensturm“, der am Abend des 6. November begann, begünstigt, da dieser es den alliierten Verbänden erschwerte, durch das nunmehr morastige Gelände die Verfolgung aufzunehmen.

## Folgen
Nach dem britischen Historiker Ian Stanley Ord Playfair verzeichneten die britischen Verbände im Laufe der Offensive rund 2350 Tote, 8950 Verwundete sowie 2260 Vermisste. Die Desert Air Force verlor 77, die US-amerikanische Luftwaffe 20 Flugzeuge, während die deutschen Luftwaffenverbände 64 und die italienischen rund 20 Maschinen an Verlusten hatten. Des Weiteren gab es bei der 8th Army noch 500 verlorene Panzer, von denen die meisten reparierbar waren, und 111 verlorene Geschütze verschiedener Art. Playfair gibt für die Truppenverluste auf deutscher und italienischer Seite keinerlei genaue Zahlen an, jedoch bezeichnete er die Verluste als gewaltig und betrachtete die deutschen Verbände als auf Skelette dezimiert, während er die italienischen Truppen als zerschlagen ansieht. Nur für die Kriegsgefangenen macht Playfair numerische Angaben: Am 5. November waren bereits 2.922 Deutsche und 4.148 Italiener in Gefangenschaft gegangen. Sechs Tage später lagen die Zahlen bereits bei 7.802 deutschen und 22.071 italienischen Soldaten. An Panzern verblieben laut ihm 36 von 249 deutschen und rund die Hälfte der 278 italienischen, von denen der Großteil bis zum Abend des 4. November im Gefecht mit der britischen 7th Armoured Division verloren ging.
In Italien wurde die Niederlage in der Schlacht, die fast komplette Auslöschung der Divisionen „Trento“ und „Trieste“ und vor allem die Vernichtung der aktiven Kampfverbände der Division „Folgore“ zu einem bedeutenden Faktor für den Sturz Mussolinis im Sommer 1943. Der fanatisch ergebene Widerstand der „Folgore“ wurde zwar vom Duce als Beispiel für die Überlegenheit der italienischen Truppen gegenüber den englischen gebracht und vor der Regierungspresse stark emphatisiert, doch der verheerende Rückschlag überzeugte die meisten Generäle, unter ihnen Ugo Cavallero und Vittorio Ambrosio, der Krieg sei nun verloren und ein Waffenstillstand sei der Fortführung des Konfliktes vorzuziehen.
Mit der teilweisen Vernichtung der Kräfte der Deutsch-Italienischen Panzerarmee begann nun ein anfangs ungeordneter Rückzug aus Ägypten durch Libyen, der sich nach der Überschreitung der libyschen Grenze am 6. November ordnete. Anschließend besetzten die deutsch-italienischen Kräfte Teile Tunesiens, wo sie mit weiteren Verbänden zur Heeresgruppe Afrika zusammengefasst wurden. Trotz anfänglicher Erfolge im Tunesienfeldzug gegen die im Zuge der Operation Torch in Nordafrika gelandeten Verbände in der Schlacht am Kasserinpass kapitulierten die deutsch-italienischen Truppen im Mai 1943 nach mehreren Niederlagen, worauf etwa 275.000 deutsche und italienischen Soldaten in Gefangenschaft gingen, was gemessen an der Anzahl der Kriegsgefangenen, die am Ende der Schlacht von Stalingrad gegenüber den sowjetischen Verbänden kapitulierten, ein dreifaches Ausmaß der Niederlage bedeutete. Zwei Monate später begannen die alliierten Verbände unter dem Kommando von Dwight D. Eisenhower ab dem 10. Juli 1943 unter dem Decknamen Operation Husky in Sizilien anzulanden. Nach dem Abschluss dieser Operation begann im September 1943 die Alliierte Invasion Italiens durch die 8. Armee unter Bernard Montgomery und die 5th US-Army unter Mark W. Clark, die zur 15th Army Group zusammengefasst wurden.
Als Folge der Landung löste sich Italien durch den Waffenstillstand von Cassibile am 3. September 1943 aus dem Bündnissystem mit dem NS-Staat, nachdem deutsche Truppen der Heeresgruppe B ab 1. August bereits mit italienischer Zustimmung Oberitalien besetzt hatten. Nach der Bekanntgabe des italienischen Waffenstillstandes am 8. September löste der Oberbefehlshaber Süd Albert Kesselring den Fall Achse aus, durch den die italienischen Verbände entwaffnet wurden. Zwei Tage später okkupierten deutsche Verbände die italienische Hauptstadt Rom, wobei der gefangene Benito Mussolini weitere zwei Tage später durch ein Kommandounternehmen befreit wurde. In Folge erklärte das Königreich Italien dem Deutschen Reich am 13. Oktober 1943 den Krieg, nachdem Mussolini am 18. September 1943 die Italienische Sozialrepublik angekündigt hatte, die dann am 23. September unter seiner Führung ausgerufen worden war. Deren Truppen kämpften bis zur Kapitulation der deutsch-italienischen Verbände in Italien am 29. April 1945 weiterhin gemeinsam mit den deutschen Verbänden gegen die vorrückenden überlegenen alliierten Truppen.

## Rezeption
Laut dem britischen Historiker I.S.O. Playfair stellt die zweite Schlacht bei El Alamein den Höhepunkt der zweijährigen Kämpfe am afrikanischen Kriegsschauplatz dar, obwohl sie sich in vielen bedeutenden Aspekten von den bisherigen Auseinandersetzungen unterschied. Vor El Alamein waren die alliierten Verbände bereits massiv überlegen gewesen, jedoch war diese Überlegenheit nie zuvor so komplett gewesen wie in dieser Schlacht. Playfair betont ebenfalls, dass das Kräfteübergewicht nicht nur quantitativ, sondern auch qualitativ gewesen sei. Als Grund dafür sieht er die neu eingeführten Panzer vom Typ M4 Sherman an. Die Moral der 8th Army war, zum größten Teil aufgrund dieser vollen Überlegenheit, während der Auseinandersetzung sehr hoch. Für den wichtigsten Faktor zur Erhaltung der hohen Moral hält Playfair die ständige alliierte Luftüberlegenheit, die häufige Luftangriffe ermöglichten, während deutsch-italienische Fliegerverbände nur sehr selten, und wenn nur mit geringer Intensität, Luftschläge auf das britische rückwärtige Gebiet durchführen konnten, allerdings ist die Moral alleine laut dem britischen Historiker Jonathan Fennell keine allgemein akzeptierte Erklärung für die Ergebnisse der Schlachten am nordafrikanischen Kriegsschauplatz.
Winston Churchill würdigte am 10. November die Schlacht mit den Worten

“Now this is not the end, it is not even the beginning of the end. But it is, perhaps, the end of the beginning.”

„Dies ist jetzt noch nicht das Ende, es nicht einmal der Anfang des Endes, aber es ist vielleicht das Ende des Anfangs.“

Über die Schlacht sagte er des Weiteren, dass „sie sich von allen bisherigen, schweren Kämpfen in der Wüste unterschied“ und zieht Parallelen zwischen El Alamein und der Schlacht von Cambrai sowie anderen Schlachten an der Westfront gegen Ende des Ersten Weltkrieges:

“The front was limited, heavily fortified, and held in strength. There was no flank to turn. A break-through must be made by whoever was the stronger and wished to take the offensive. In this way we are led back to the battles of the First World War on the Western Front. We see here repeated in Egypt the same kind of trial of strength as was presented at Cambrai at the end of 1917, and in many battles of 1918, […]”

„Die Front war begrenzt, schwer befestigt und wurde von starken Kräften gehalten. Es gab keine Flanke zu umgehen. Ein Durchbruch musste von dem geschaffen werden, der stärker war und die Offensive ergreifen wollte. In dieser Hinsicht werden wir zurückgeführt zu den Schlachten des Ersten Weltkrieges an der Westfront. Wir sehen hier in Ägypten die Wiederholung derselben Kräfteprobe wie sie sich bei Cambrai Ende des Jahres 1917 sowie in vielen Schlachten des Jahres 1918, […]“

Den Rückzug der deutsch-italienischen Verbände nach der Niederlage in der zweiten Schlacht von El Alamein bezeichnet der britische Historiker Norman Davies als „glänzend“ und auch der britische Rommel-Biograph David Fraser beurteilt den Rückzug aus der Alameinfront und den folgenden Rückmarsch nach Tunesien als „zweifellos außergewöhnliche Leistungen“. Fraser sieht die Vorsicht Montgomerys und die daraus resultierende zögerliche Verfolgung der Truppen der Deutsch-Italienischen Panzerarmee als einen wichtigen Faktor für die erfolgreiche Absetzbewegung. In seinen Memoiren urteilte Rommel, Montgomery habe nichts riskiert; kühne Lösungen seien diesem völlig fremd gewesen. Der Kritik an der langsamen Verfolgung durch die 8th Army stellte Fraser Gegenpositionen gegenüber, die „die Halbherzigkeit der Verfolgung der Ängstlichkeit seiner Untergebenen und dem schlechten Wetter“ zuschrieben.
Der deutsche Historiker Thomas Kubetzky sieht Montgomerys Sieg in der zweiten Schlacht von El Alamein als die Basis seiner Darstellung in der britischen Kriegsberichterstattung des Zweiten Weltkrieges und seines hohen Bekanntheitsgrades auch nach Kriegsende. In seiner Dissertation schreibt er, dass Montgomery vor der Übernahme des Kommandos über die 8th Army im Sommer 1942 „einer breiten Öffentlichkeit weitgehend unbekannt“ gewesen sei und erst dann langsam ein gewisses mediales Interesse an seiner Person aufkam. Der erste Höhepunkt der Berichterstattung über Montgomery sei Ende Oktober/Anfang November 1942 anzusiedeln, wobei er den Sieg in der zweiten Schlacht von El Alamein „als Ausgangspunkt der ausführlichen und stetig andauernden Berichterstattung zu Montgomery“ ansieht. Montgomery wurde nach Ende des Krieges aufgrund seiner militärischen Erfolge am 31. Januar 1946 als Viscount Montgomery of Alamein, of Hindhead in der Grafschaft Surrey zum Peer erhoben und in den Hosenbandorden aufgenommen.
Demgegenüber stellt dem britischen Militärhistoriker Antony Beevor zufolge Montgomerys Reputation als herausragender Heerführer eher das Ergebnis einer Mythenbildung dar, das er durch die realen Geschehnisse der Schlacht kaum gedeckt sieht. Montgomerys Entscheidung, ausgerechnet den stärksten Teil der deutschen Frontlinie anzugreifen, sei problematisch gewesen. Tatsächlich sei der Sieg ganz wesentlich auch der Desert Air Force zu verdanken, die deutsche Flugzeuge und Panzer zerstörten und Nachschublinien unterbrachen. Davon habe Montgomerys 8th Army entscheidend profitiert, ebenso von den Maßnahmen der Royal Navy und den Luftstreitkräften der alliierten Verbündeten, welche die logistischen Verbindungen der Streitkräfte der Achsenmächte zerschlugen.
Rommels Medienpräsenz hatte ihren Höhepunkt zwischen Anfang und Mitte 1942, um daraufhin ab Frühherbst 1942 bis Ende 1943 weitgehend wieder abzuflauen. Der britische Sieg hatte in der britischen Presse zur Folge, dass in den Artikeln über Rommel stets dessen endgültige Niederlage gegen Montgomery betont wurde. Im selben Zug verlor Rommel nach Juni/Juli 1942 auch „seine bisher vorhandene Aura der Unbesiegbarkeit“ bei einem Großteil der Briten.
Eine weitere Folge der massiven Medienberichterstattung über die Schlacht ist laut Kubetzky das Schwinden der allgemeinen Angst vor einem deutsch-italienischen Durchbruch zum Suez-Kanal. Die Artikel waren teils in sachlicher (so zum Beispiel die New York Times), teils in recht überschwänglicher Sprache (etwa der Daily Express) verfasst.
Der Historiker Reinhard Stumpf sieht die zweite Schlacht von El Alamein als Ursache einer persönlichen Entfremdung zwischen Rommel und Hitler, die trotz Versuchen des Diktators nie mehr überwunden wurde. Diese Schlacht sei der „entscheidende Einschnitt in [Rommels] Verhältnis zu Hitler“ gewesen. Über einen langen Zeitraum nach El Alamein leugnete Hitler die militärische Notwendigkeit des Rückzugs aus Ägypten und weigerte sich entgegen jeder Vernunft, die alliierte Materialüberlegenheit sowie den Kraftstoffmangel einzugestehen. Der Diktator behauptete bis Sommer 1944, als Rommel mit dem Widerstand in Kontakt kam, dass Rommel lediglich seine Nerven verloren habe, da er kein guter „Steher“, sondern nur ein guter Operateur gewesen sei.
In der Zwischenzeit verfiel Hitler dem Wahn, dass jeder Feind durch den fanatischen Willen, eine Front zu halten, gestoppt werden könne, wobei er laut Stumpf „gänzlich von der Wirklichkeit abstrahierte“, dass die massiv überlegenen alliierten Verbände am 4. November 1942 nicht nur bei den viel gescholtenen italienischen Truppen, sondern auch beim Afrikakorps Durchbrüche erzielt hatten. Zuletzt war die 132. Panzerdivision „Ariete“, die nach schweren Kämpfen vernichtet wurde, der stärkste Panzerverband der Armee gewesen.
Stumpf sieht Rommels endgültige Abwendung vom Diktator als durch den Schock über den Führerbefehl, seine Verbände ohne Sinn und Verstand für einen mittlerweile symbolträchtigen Schlachtennamen zu opfern, hervorgerufen. Er sei, mehr als jeder andere General, der Auffassung gewesen, dass der Krieg auf dem afrikanischen Kriegsschauplatz verloren war. Diese Ansicht sei nach dem Durchbruch von Alamein und durch die enorme alliierte Materialüberlegenheit hervorgerufen worden. Fortan beschäftigte er sich während des Rückzuges mit der zentralen Frage, wie der gesamte Krieg noch gewonnen werden könne.

## Kriegsgräber um El Alamein

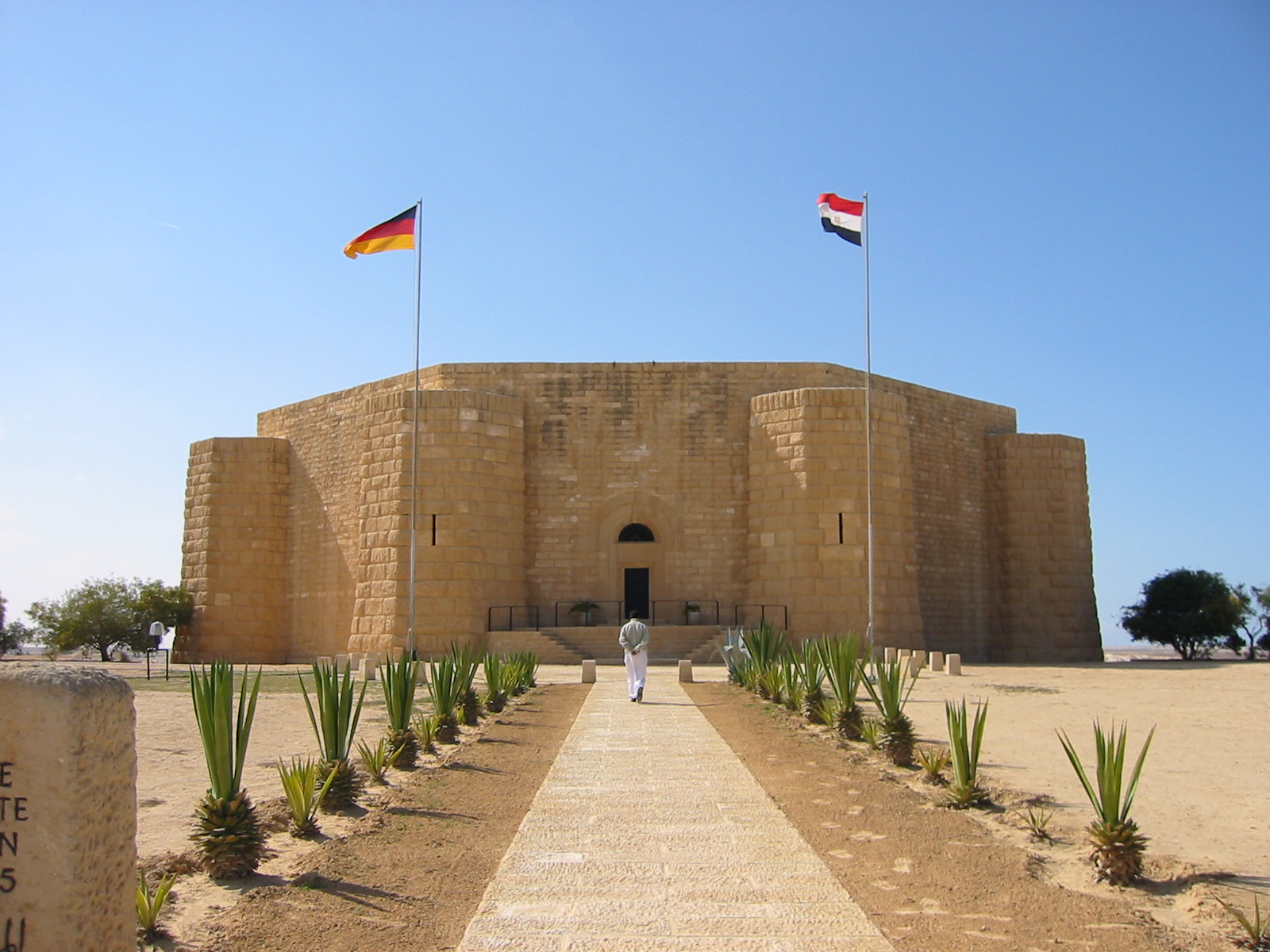
Deutsche Kriegsgräberstätte in El Alamein

Durch 1966 gefundene Erdölvorkommen, die seit 1968 gefördert werden, konnte El Alamein einen beachtlichen wirtschaftlichen Aufschwung verbuchen.
Der in El Alamein angelegte Commonwealth-Soldatenfriedhof mit 7500 Gräbern und die deutsche Kriegsgräbergedenkstätte mit 4213 Gefallenen sowie die italienische Gedenkstätte für die Gefallenen des Zweiten Weltkriegs werden auch von Touristen in El Alamein besucht. Außerdem befinden sich um El Alamein der Friedhof der libyschen Soldaten und das Griechische Ehrenmal.

## Übersicht Memoiren und Kriegserinnerungen
Bei den hier als Quellen angegebenen Werken ist für eine Nutzung zu beachten, dass es sich ausschließlich um subjektive Memoiren von Einzelpersonen handelt und keine wissenschaftliche Aufarbeitung der Geschehnisse vorliegt.
- Erwin Rommel: Krieg ohne Hass. (Afrikanische Memoiren.) Herausgegeben von Lucie Maria Rommel und Fritz Bayerlein. Verlag Heidenheimer Zeitung, Heidenheim/Brenz 1950 (mehrere Auflagen und Übersetzungen).
- Siegfried Westphal: Erinnerungen. Mainz 1975.
- Friedrich Wilhelm von Mellenthin: Panzerschlachten. Eine Studie über den Einsatz von Panzerverbänden im 2. Weltkrieg. Heidelberg 1963.
- Albert Kesselring: Soldat bis zum letzten Tag. Bublies, 1999, ISBN 978-3-926584-68-7.
- Winston Churchill: Der Zweite Weltkrieg. Scherz Verlag, Wien/Berlin/München 1985.
- Bernard Montgomery: The Memoirs of Field Marshal Montgomery. Collins, London 1958.